# Bodenspeicher

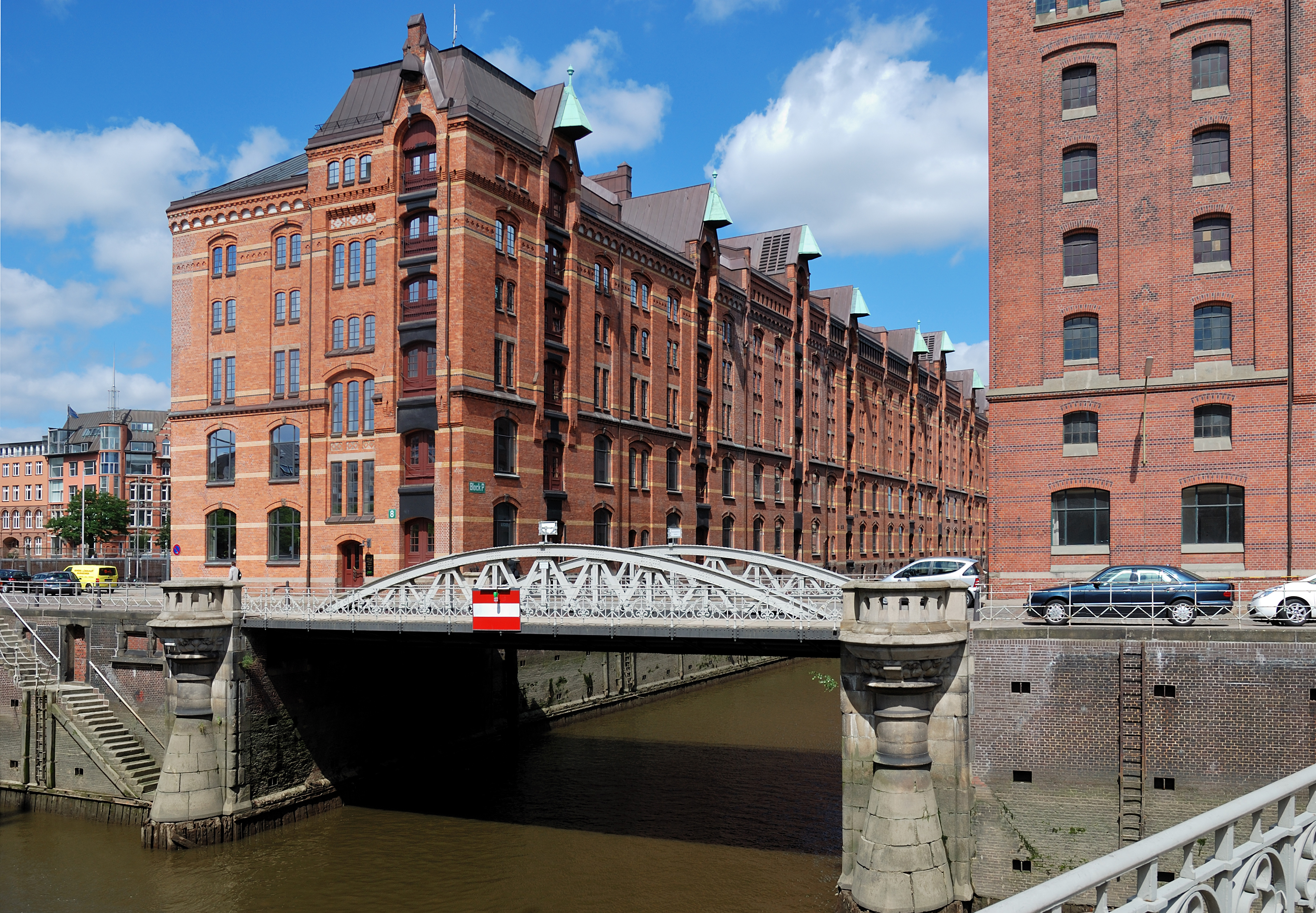
Die Hamburger Speicherstadt als großer Lagerhauskomplex des 19. Jahrhunderts

Ein Bodenspeicher oder kurz Speicher ist ein Gebäude zur Aufbewahrung von (oft verderblichen) Gütern. Zu unterscheiden ist zwischen kleinen Speichern landwirtschaftlicher Selbstversorger, in der Schweiz Spyker oder Spicher, in Nordwestdeutschland Spieker genannt, und großen Speichern für den Güterverkehr. Zu diesen zählen sowohl Lagerhäuser von Handelsunternehmen, beispielsweise in der Hamburger Speicherstadt, als auch Speicher für eingesammelte Feudalabgaben wie Zehntscheunen sowie Speicher für die Versorgung städtischer Gemeinwesen.

## Historische kommerzielle und hoheitliche Speicher
Typische Bezeichnungen sind:

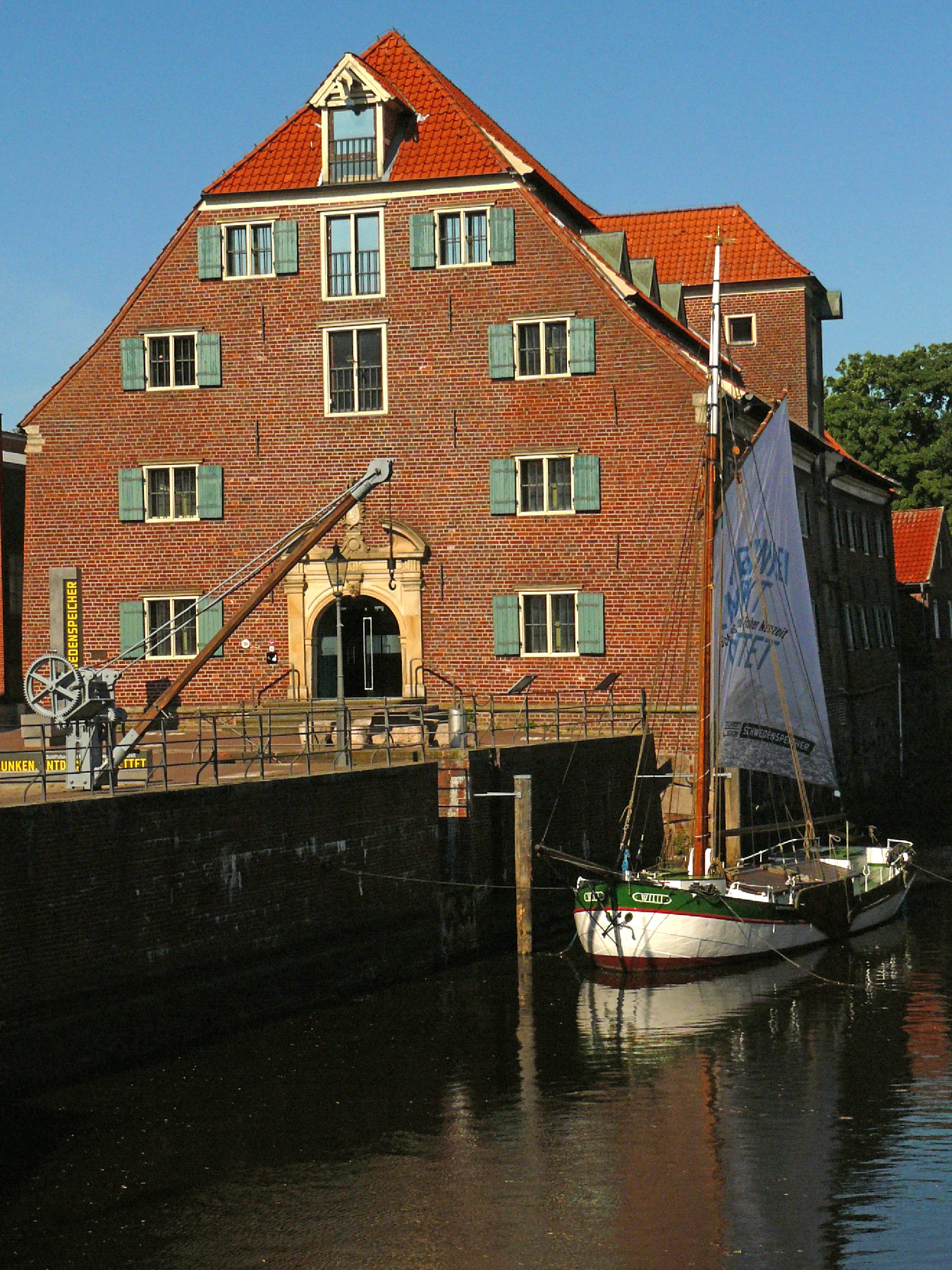
Schwedenspeicher an der Schwinge in Stade mit Ewer im Vordergrund

- für den Handel Lagerhaus oder Packhaus; in Nordafrika Agadir oder Ksar
- für Abgaben Fruchthaus, Fruchtkasten oder Zehntscheuer, in Dänemark die kirkelade („lade“ = „Scheune“) der einzelnen Pfarrei, in England barn, in Frankreich Grange aux dîmes
- für kommunale Einrichtungen Kornhaus.

## Geschichte (Europa)
In nahezu allen mittelalterlichen Städten gab es Korn- oder Getreidespeicher (in Süddeutschland oft als Fruchtkasten oder Zehntscheuer bezeichnet). Die massiven Gebäude standen oft im Ortszentrum in Marktnähe. Da zudem eine gute Verkehrsanbindung unabdingbar war, waren Speicher meist sowohl auf dem Land- wie auch auf dem Wasserweg erreichbar. Meist wurden sie am Hafen einer Stadt errichtet, um die Güter zu lagern, ggf. zu verarbeiten, und für den Weitertransport zu sammeln. Die Güter wurden auf dem Wasserweg per Boot oder Schiff angeliefert (Import) oder versandt (Export). Falls die Speicher noch erhalten sind, werden sie heute in der Regel anderweitig genutzt. So wurde am früheren wirtschaftlichen Zentrum der Hansestadt Stade, dem alten Hansehafen an der Schwinge, in der Zeit der schwedischen Besatzung der Schwedenspeicher errichtet. Er wurde als barocker Profanbau der zweiten Hälfte des 17. Jahrhunderts in Backstein ausgeführt und dient seit den 1970er Jahren als Regionalmuseum.
Ein Beispiel für einen außereuropäischen Speicher ist die 1808 im mexikanischen Guanajuato errichtete Alhóndiga de Granaditas. Das im klassizistischen Stil errichtete Gebäude diente der Speicherung von Getreide aus der ganzen Region, um die Nahrungsmittelversorgung der Stadt sicherzustellen. 1810 war die festungsartige Alhóndiga de Granaditas Schauplatz der ersten Schlacht im mexikanischen Unabhängigkeitskrieg.

## Historische Speicher landwirtschaftlicher Selbstversorger

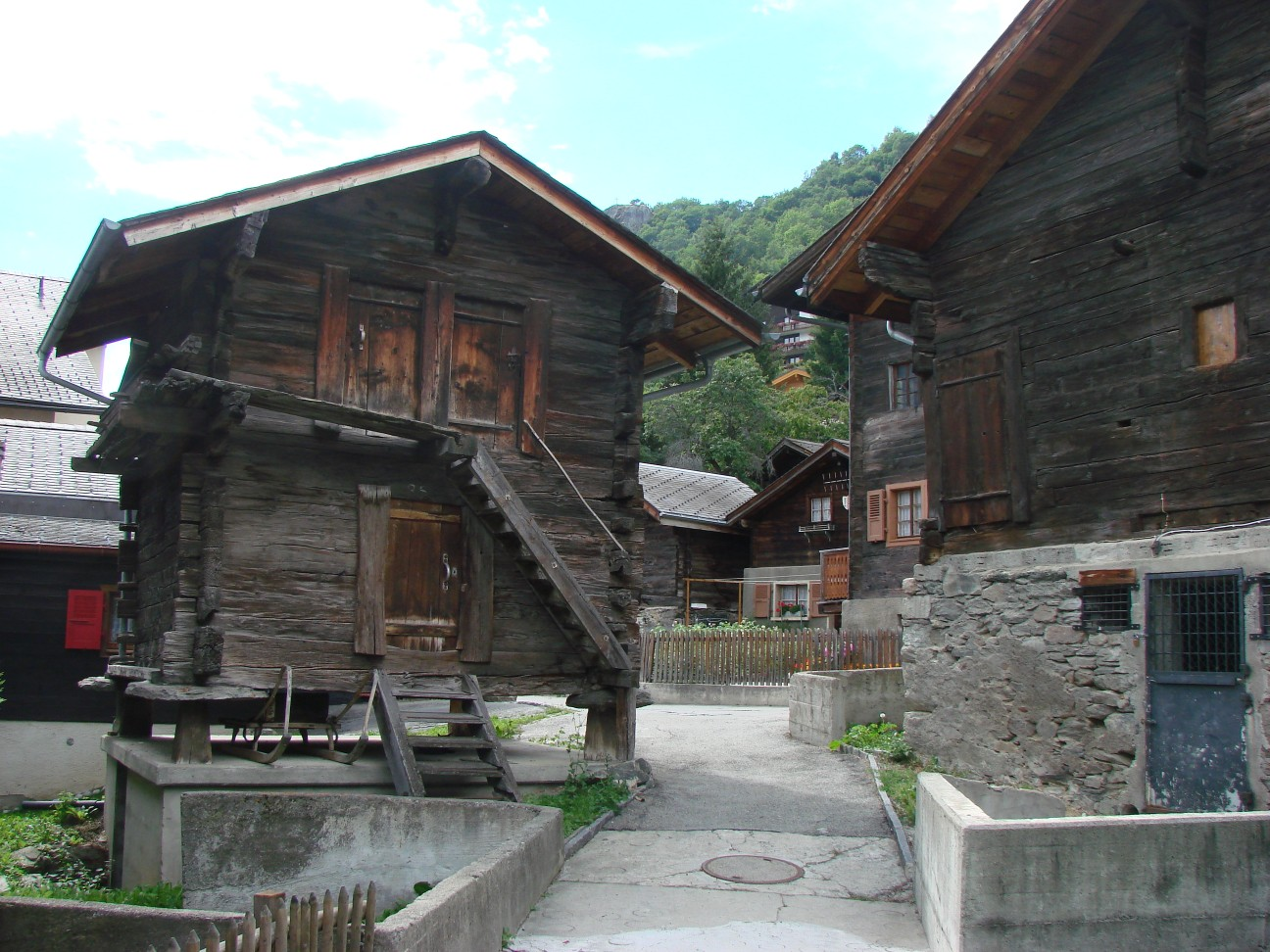
Walliser Spycher in Mund

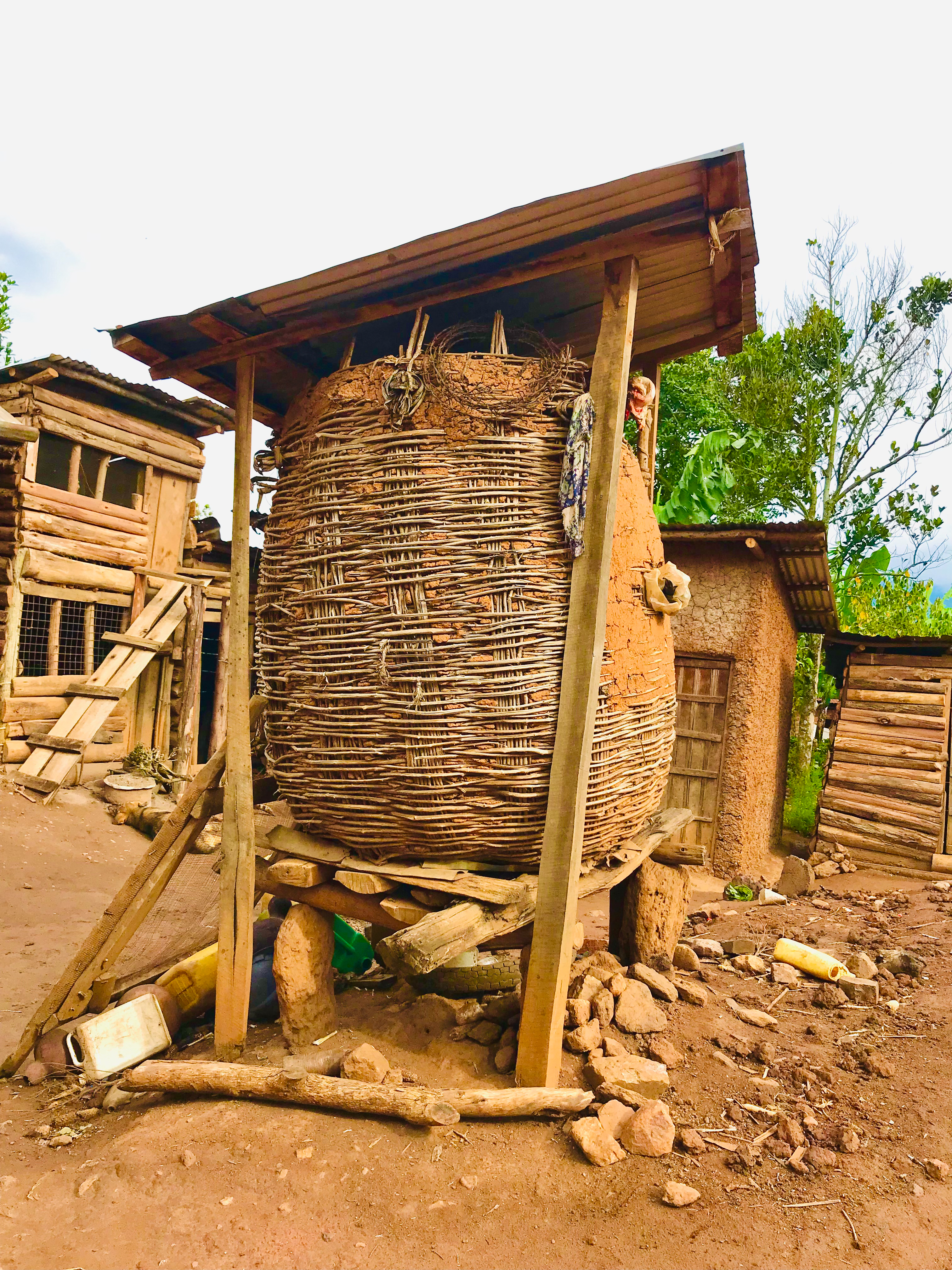
Getreidespeicher in Uganda

In der Schweiz findet man den meistens Spycher (y=langes i) oder Spicher genannten Kornspeicher vor allem im Wallis, aber auch in den anderen Bergkantonen. Er wurde sehr sorgfältig gebaut, um das Gut nicht feucht werden zu lassen, und ist daher vom Stadel (Heuspeicher) gut zu unterscheiden. Es wurden auch Würste und Trockenfleisch darin aufbewahrt. Ein Spycher im übertragenen Sinn ist der Walliser Spycher: Literaturpreis Leuk, in dem geistiges Gut längerfristig aufbewahrt wird. In seinem Roman Anne Bäbi Jowäger (1843) beschreibt Jeremias Gotthelf den Spycher wie folgt:

„Der Spycher ist die grosse Schatzkammer in einem Bauernhause, derowegen steht er meist etwas abgesondert vom Hause, damit, wenn dieses in Brand aufgehe, jener noch zu retten sei, und wenn das Haus angeht, so schreit der Bauer: ‚Rettit den Spycher, su macht ds angere nit sövli.‘ Er enthält nicht bloss Korn, Fleisch, Schnitze, Kleider, Geld, Vorräte an Tuch und Garn, sondern selbst Schriften und Kleinodien; er möchte fast das Herz eines Bauernwesens zu nennen sein. Darum, wenn Diebe Beute machen wollen, so brechen sie in den Spycher, nicht ins Haus… Wie der König in seine Schatzkammer das Volk nicht lässt, sondern nur den Schatzmeister, […,] so geht in den Spycher nur der Bauer und als Schatzmeisterin die Bäuerin.“

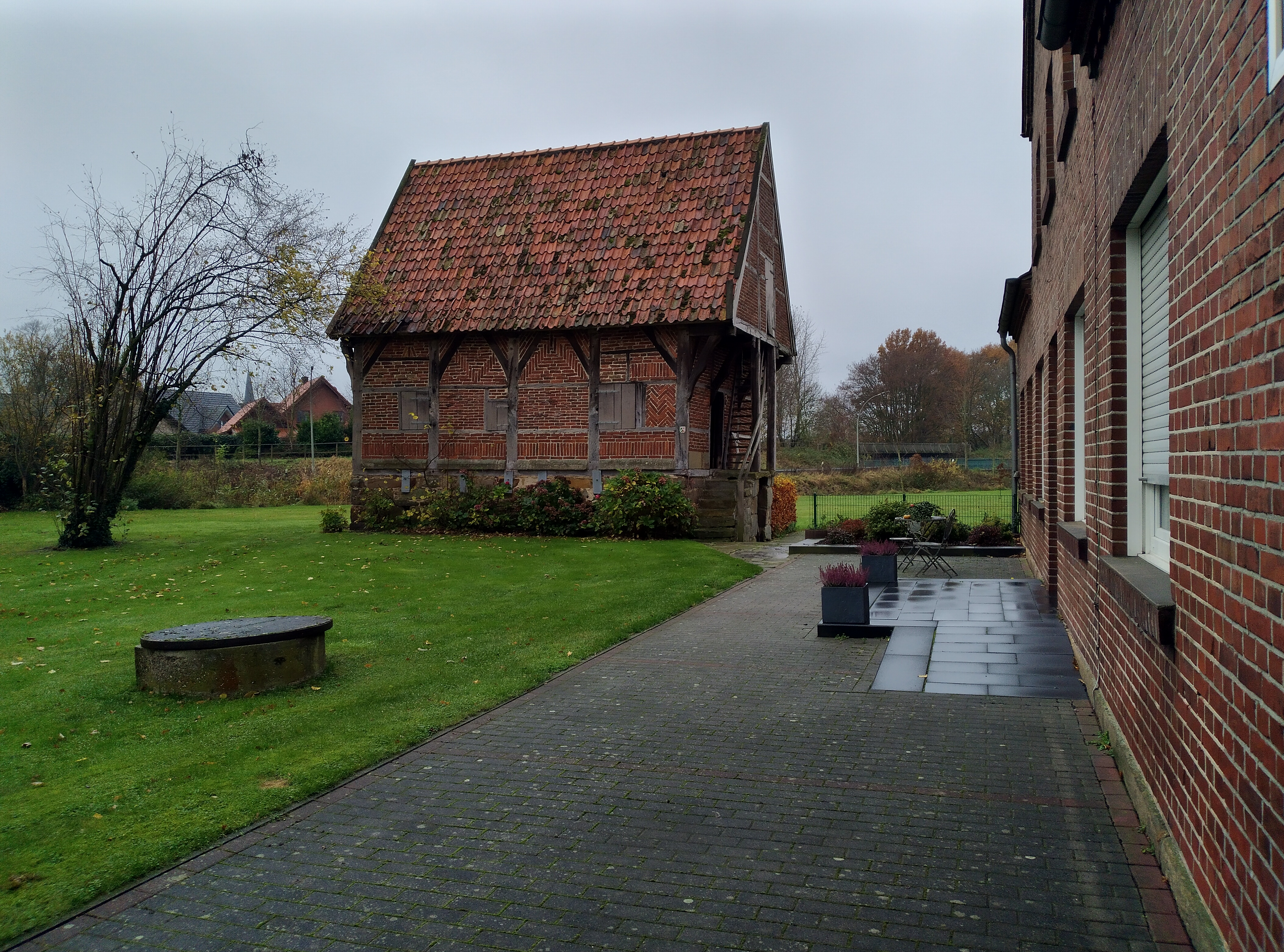
Spieker in Termühlen, Münsterland
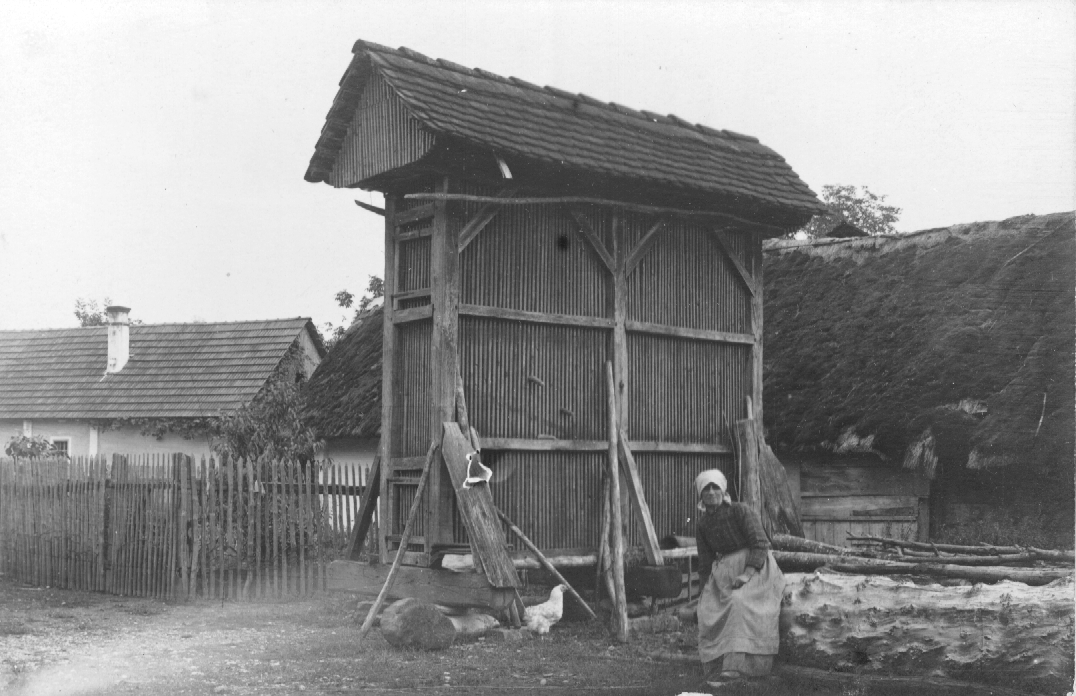
Offener Maisspeicher in Slowenien

In Westfalen und Niedersachsen werden traditionelle Scheunen für die Getreidelagerung als Spieker bezeichnet. Sie haben üblicherweise eine kleine Grundfläche und sind oft zweigeschossig.

## Moderne Speicher

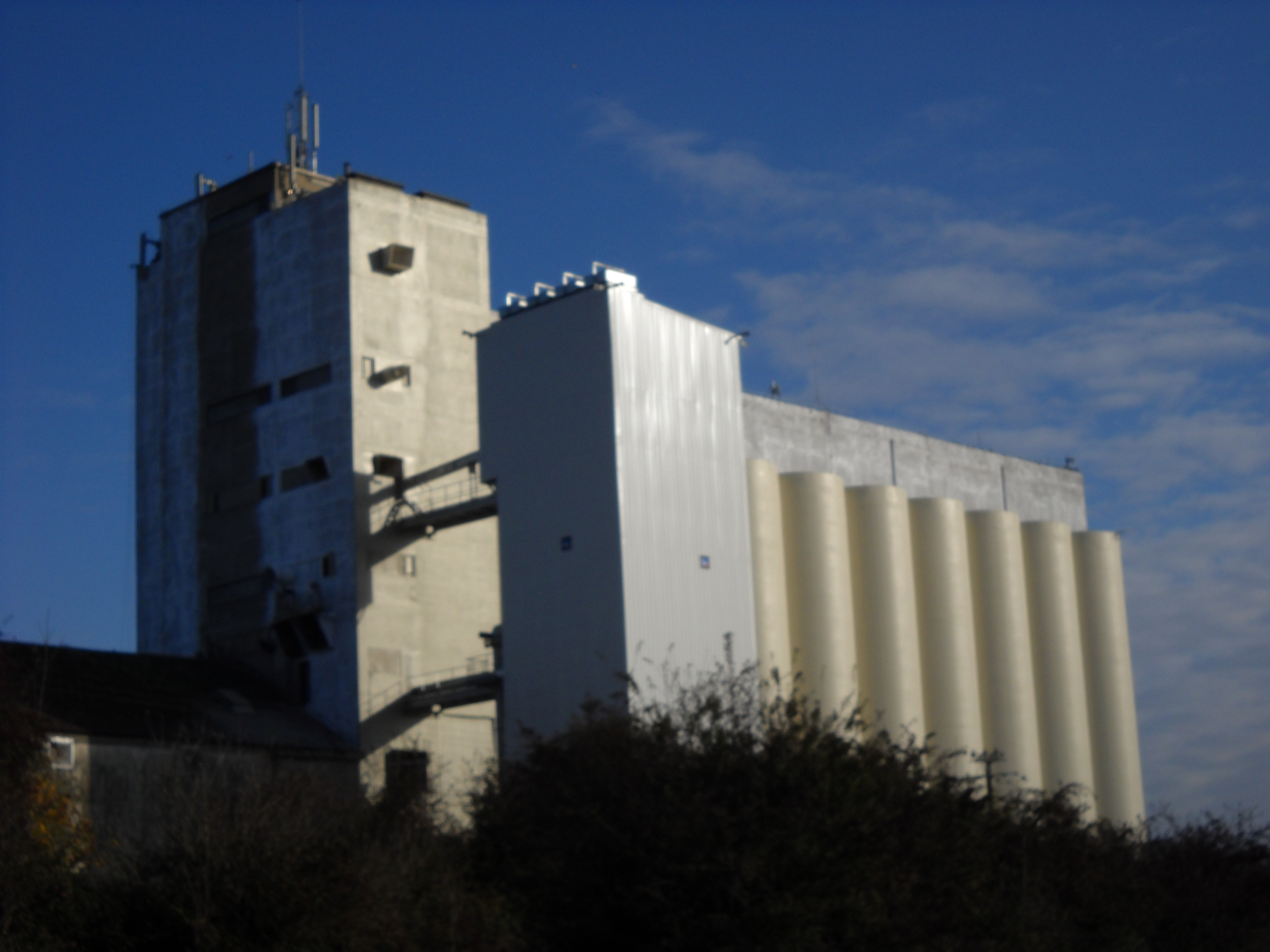
Getreidesilo in Frankreich

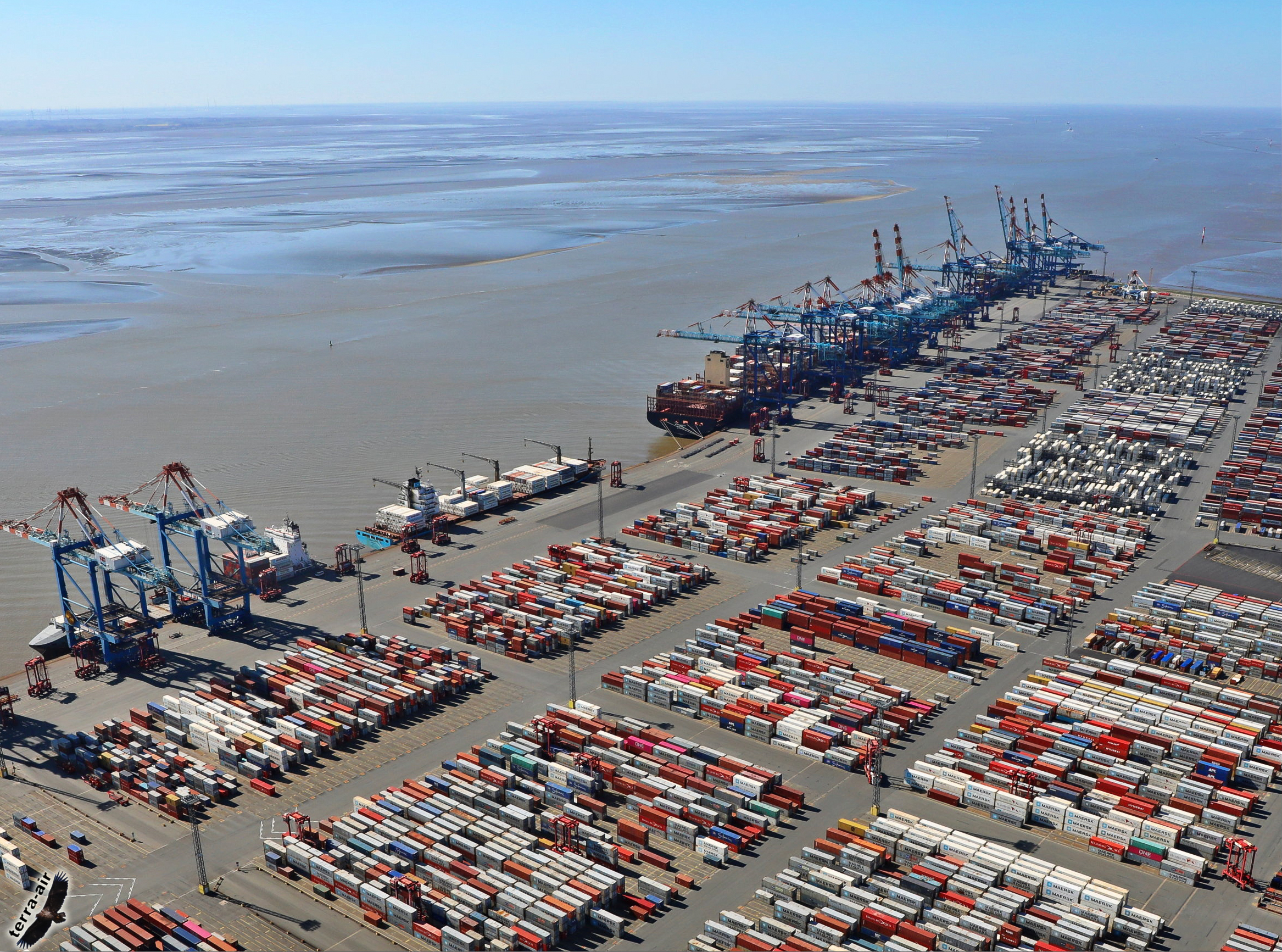
Container-Terminal in Bremerhaven

Üblicherweise haben Speicher eine Stockwerkshöhe von 2,8 bis 3 Meter und das Erdgeschoss ist so aufgebaut, dass es mit Fahrzeugen bequem befahren oder angefahren werden kann. Oft gehört eine Laderampe oder eine Ladevorrichtung dazu, um Fahrzeuge oder Schiffe be- und entladen zu können. Die Umfassungsmauer ist massiv und besitzt kleine Fenster, die aus Sicherheitsgründen häufig nicht größer als 20 cm × 25 cm sind. Der innere Ausbau ist feuersicher und bei mehrstöckigem Aufbau durch Lastenaufzüge unterstützt.
Der Aufbau von Lagerhäusern hatte insbesondere in Hafenstädten zeitweise große Bedeutung erlangt, zum Beispiel in der Hamburger Speicherstadt.
In den Letzten Jahrzehnten ist jedoch der Bedarf an Speichergebäuden nicht zuletzt in den Häfen extrem zurückgegangen, durch die Umstellung von Stückgut- auf Container-Verkehr.
Und in der Industrieproduktion wird die Zwischenlagerung von Komponenten heutzutage nach Möglichkeit vermieden, durch optimierte Koordination von Zulieferern und Verarbeitern – Stichwort: Just-in-time-Produktion.

## Fotogalerie

### Deutschland

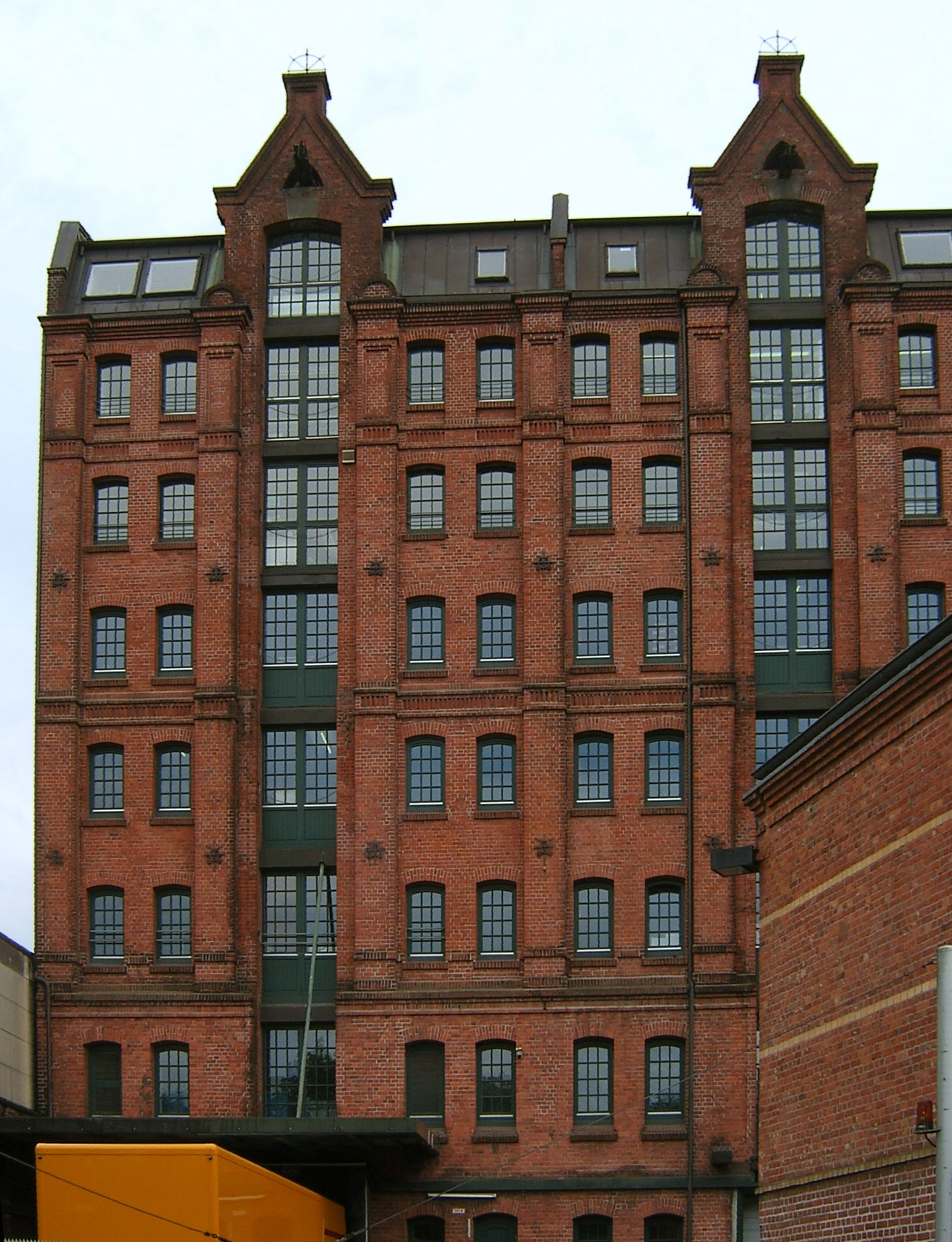
Speicher in Hamburg-Rothenburgsort
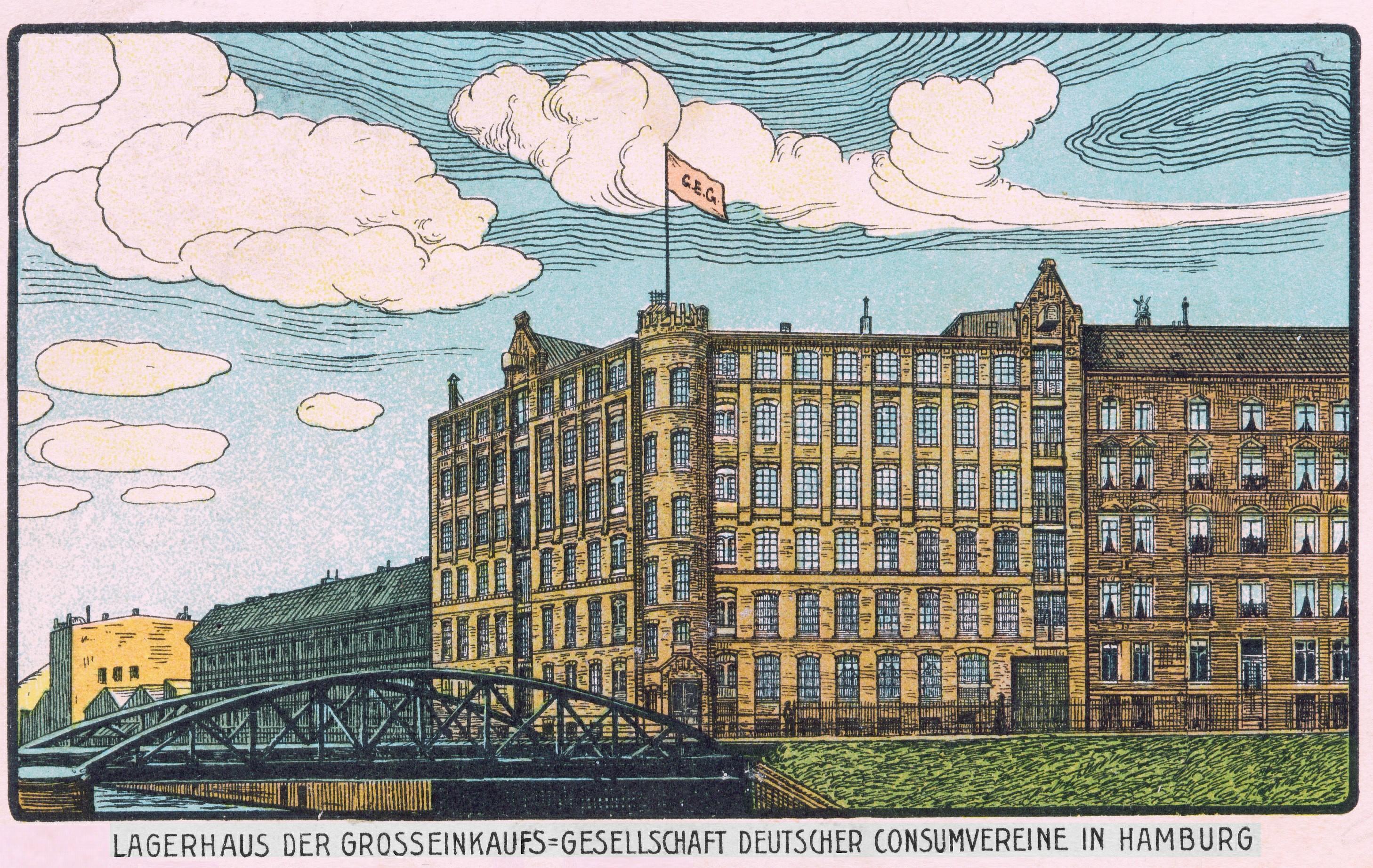
Erstes GEG-Zentrallager in Hamburg
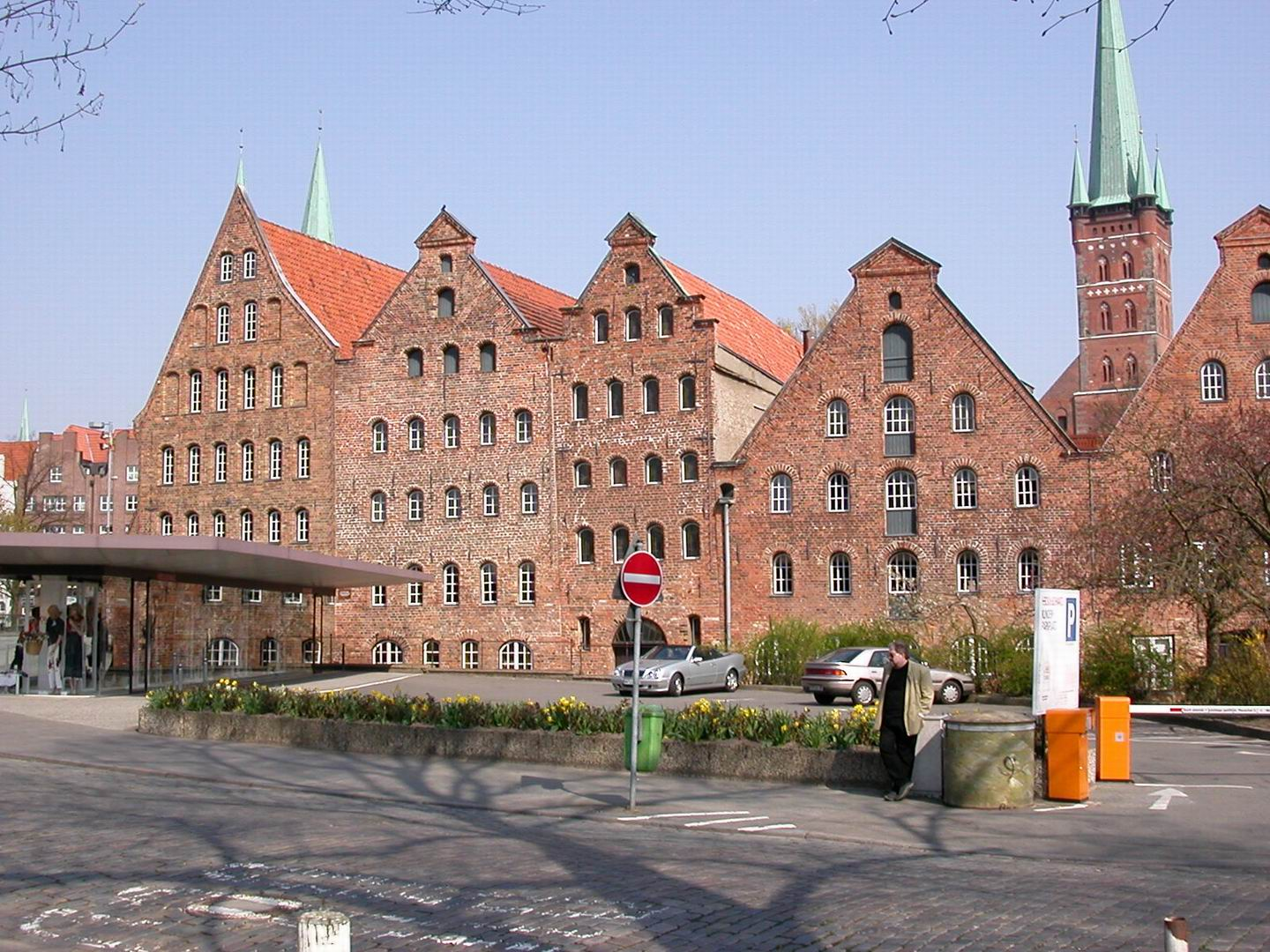
Salzspeicher an der Trave in Lübeck
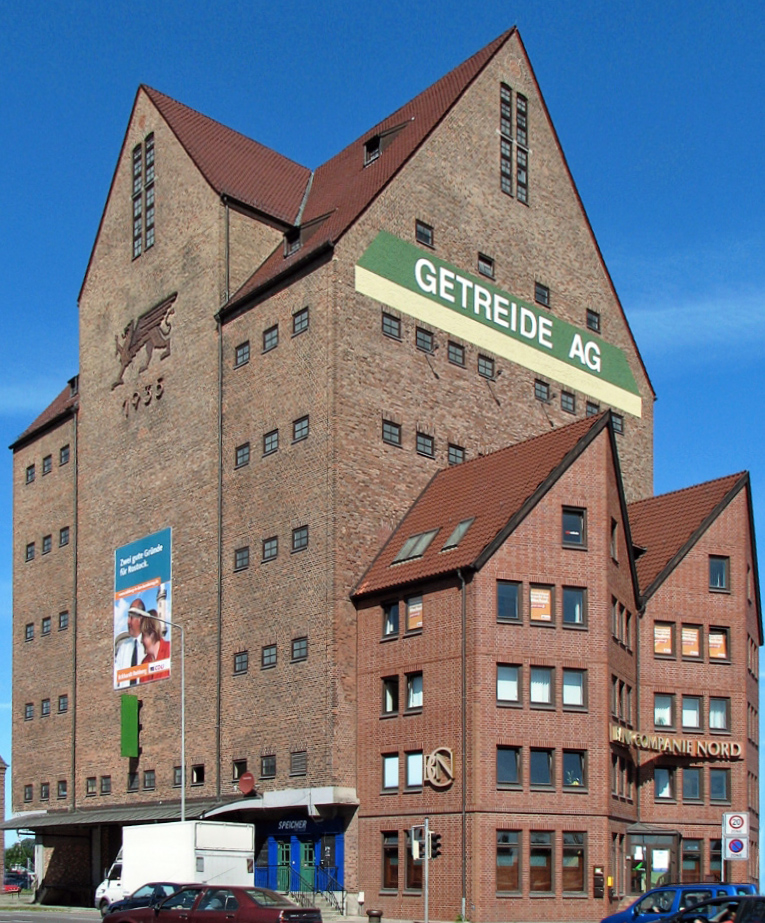
Speicher an der Warnow im Stadthafen von Rostock
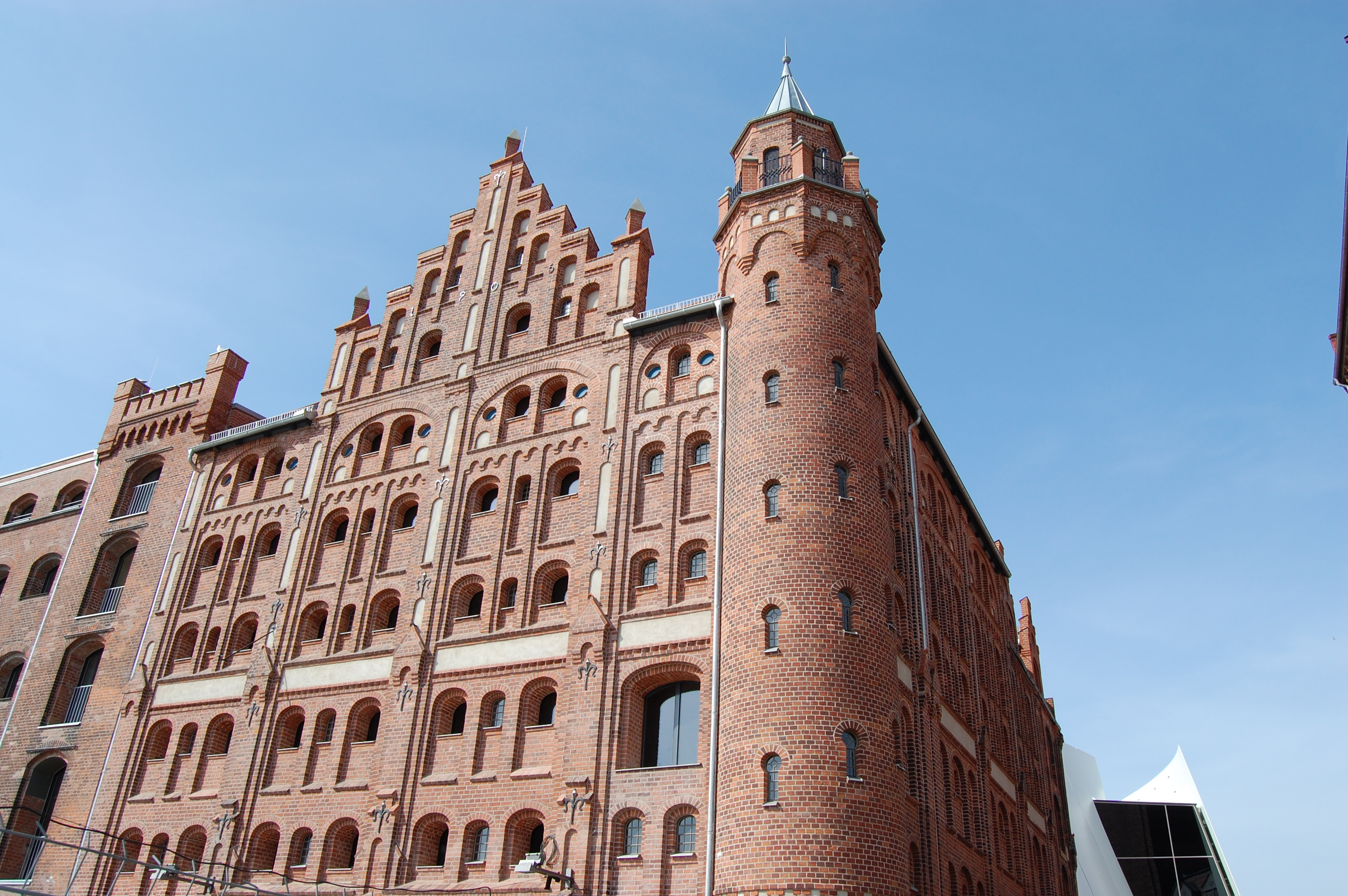
„Dornröschenspeicher“ am Strelasund in Stralsund
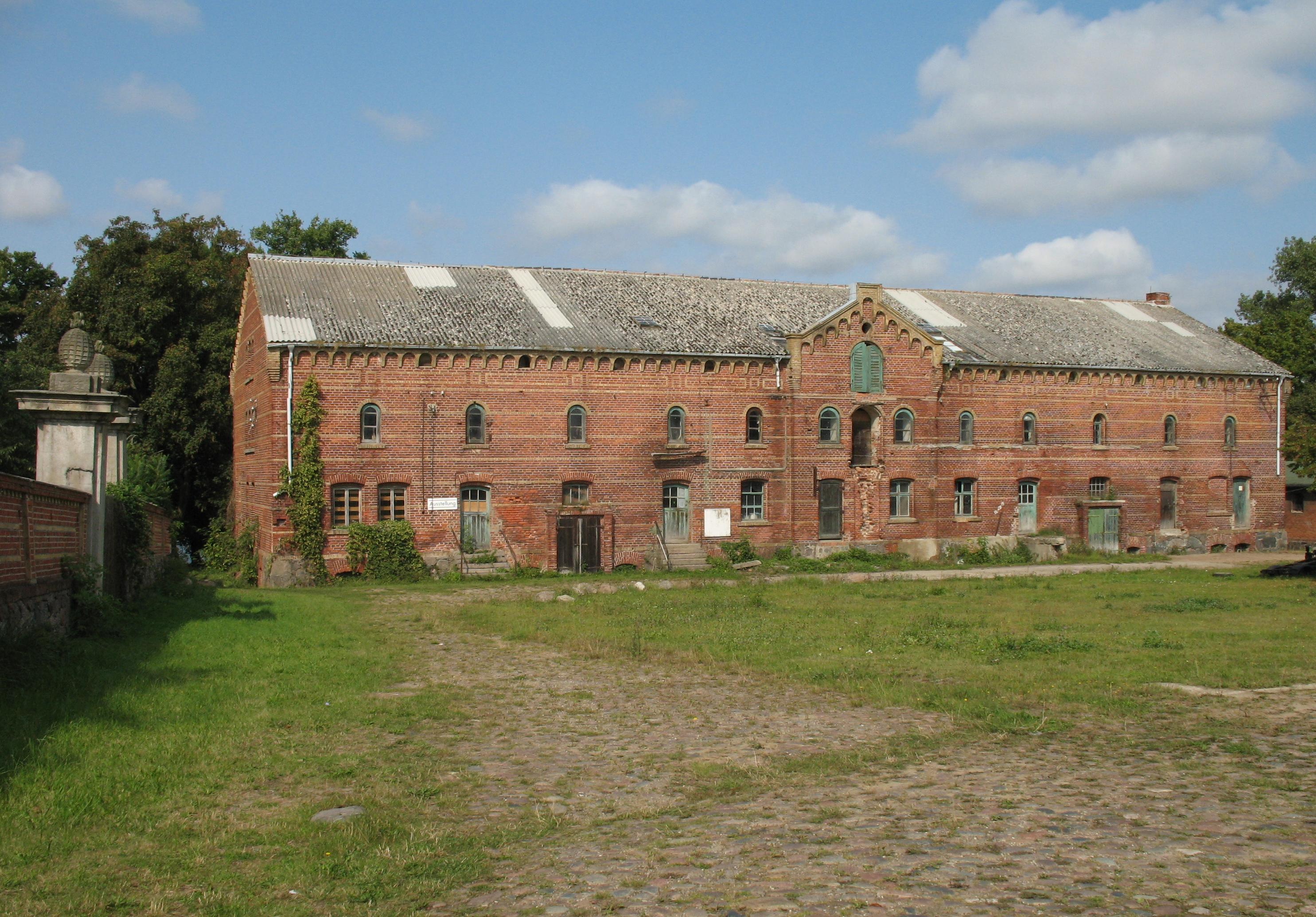
Speicher in Uckerland-Wolfshagen
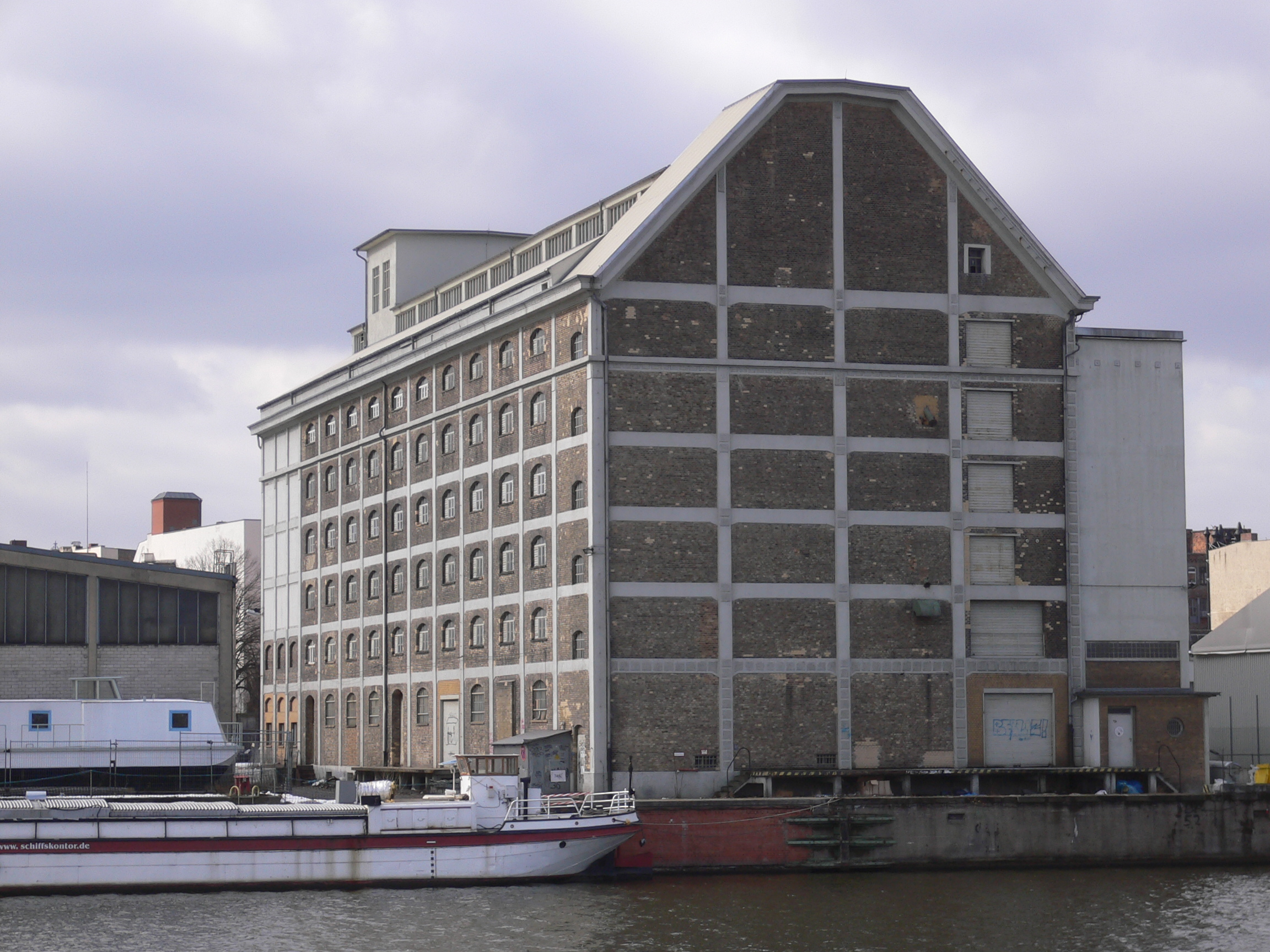
Viktoriaspeicher I an der Spree in Berlin
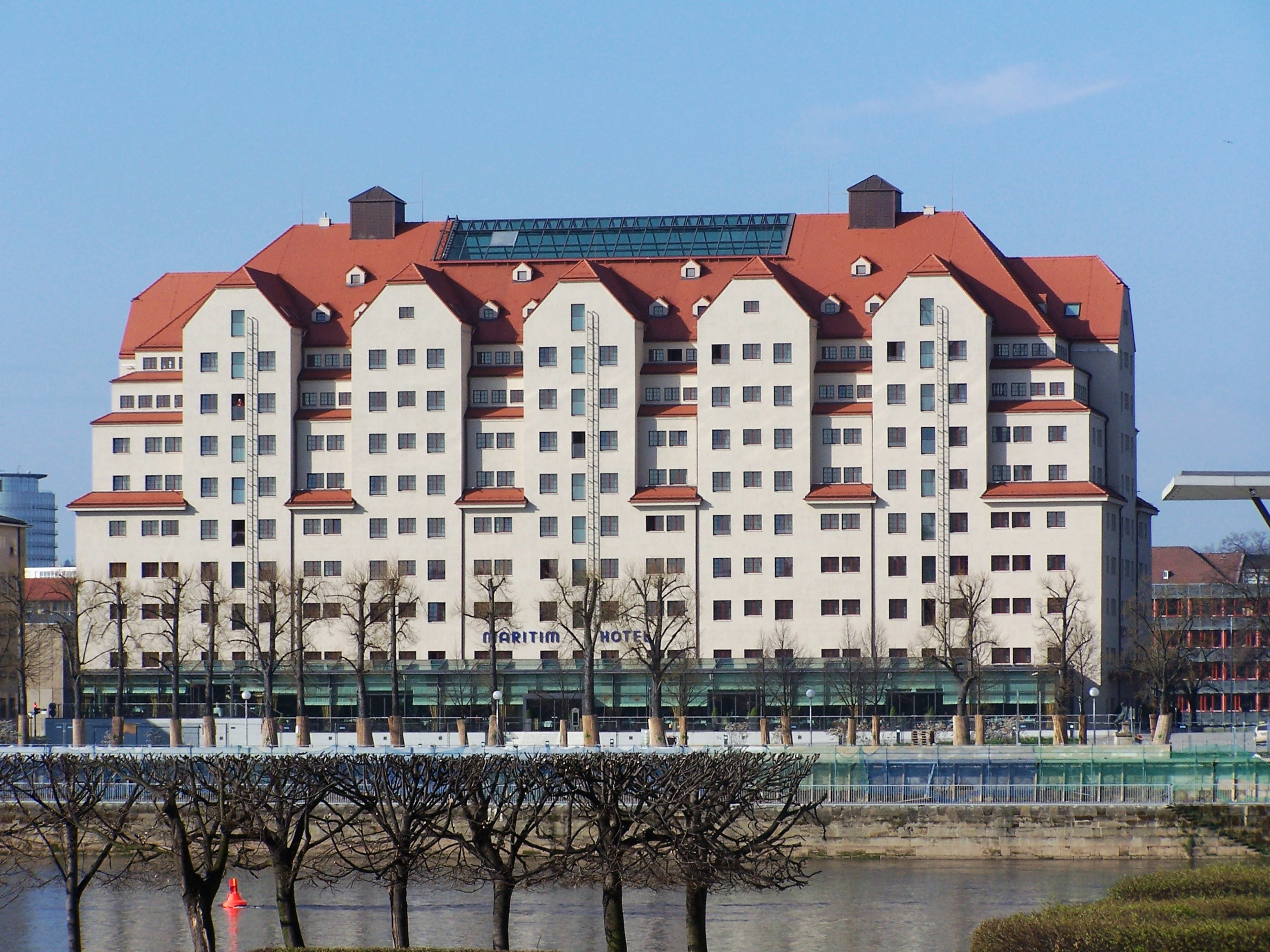
Erlweinspeicher an der Elbe in Dresden
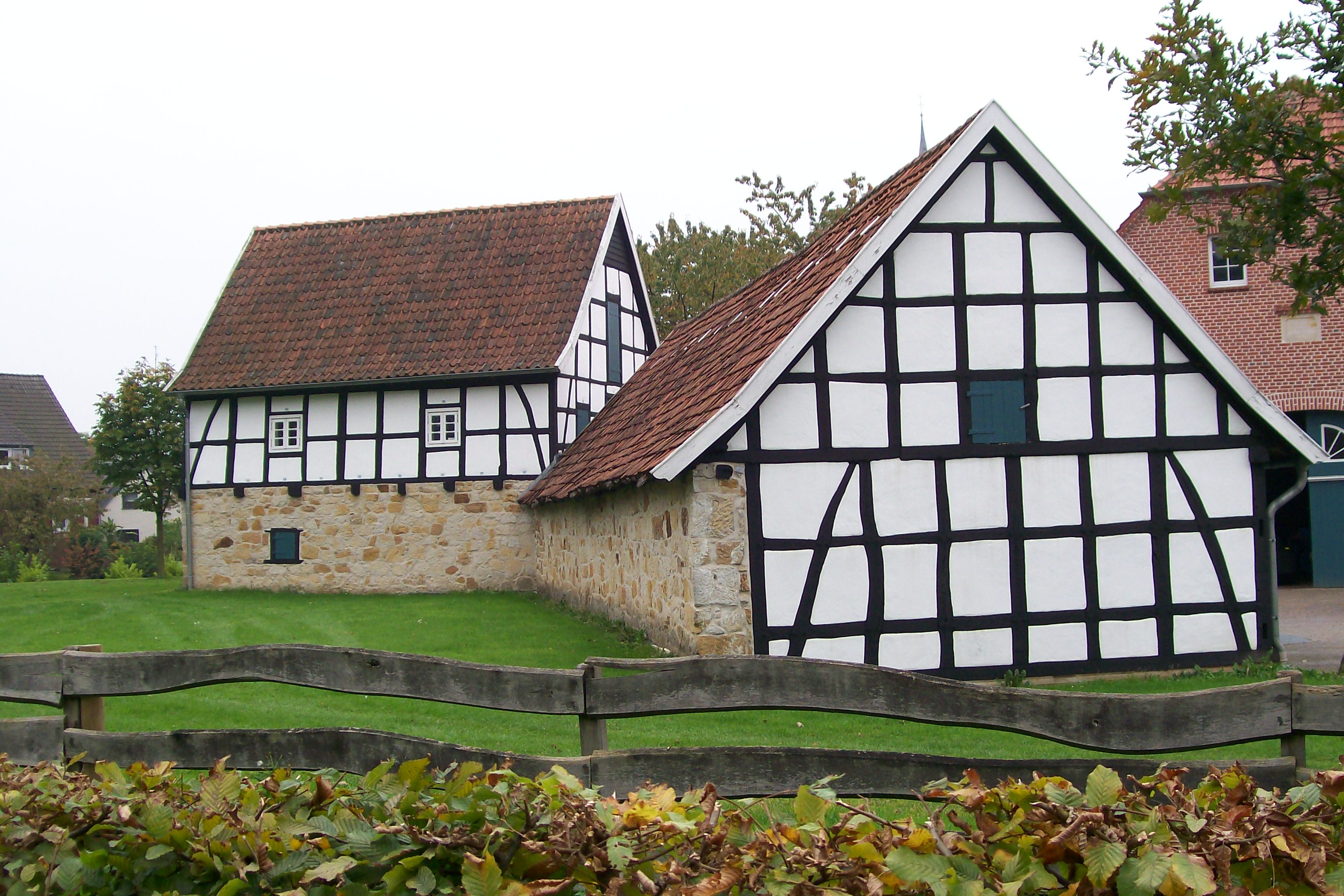
Averbecks Speicher in Bad Iburg-Glane
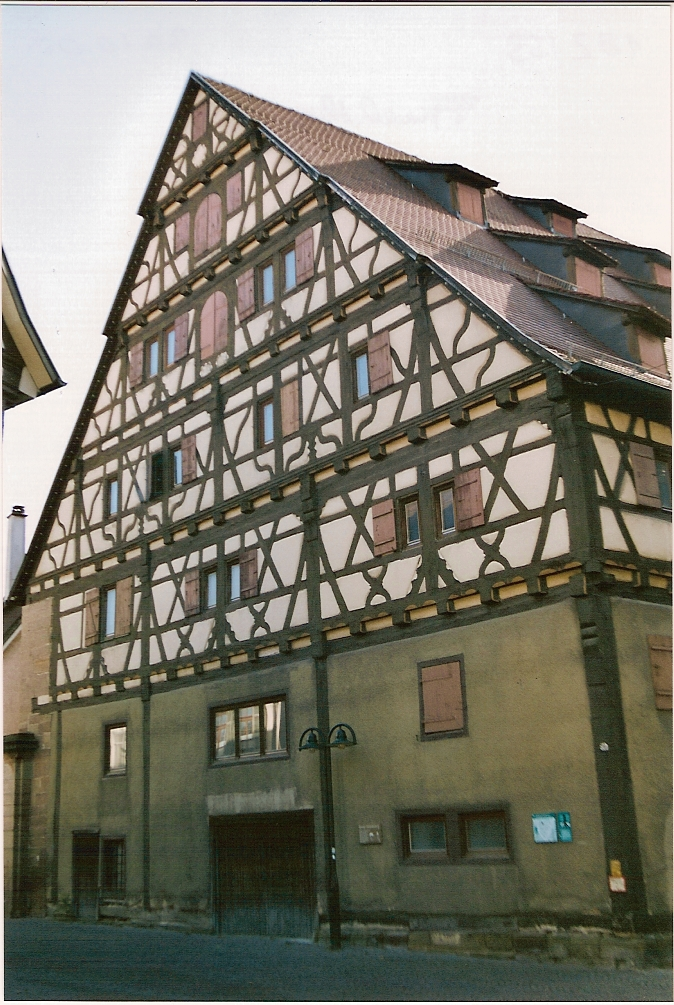
Fruchtkasten in Herrenberg
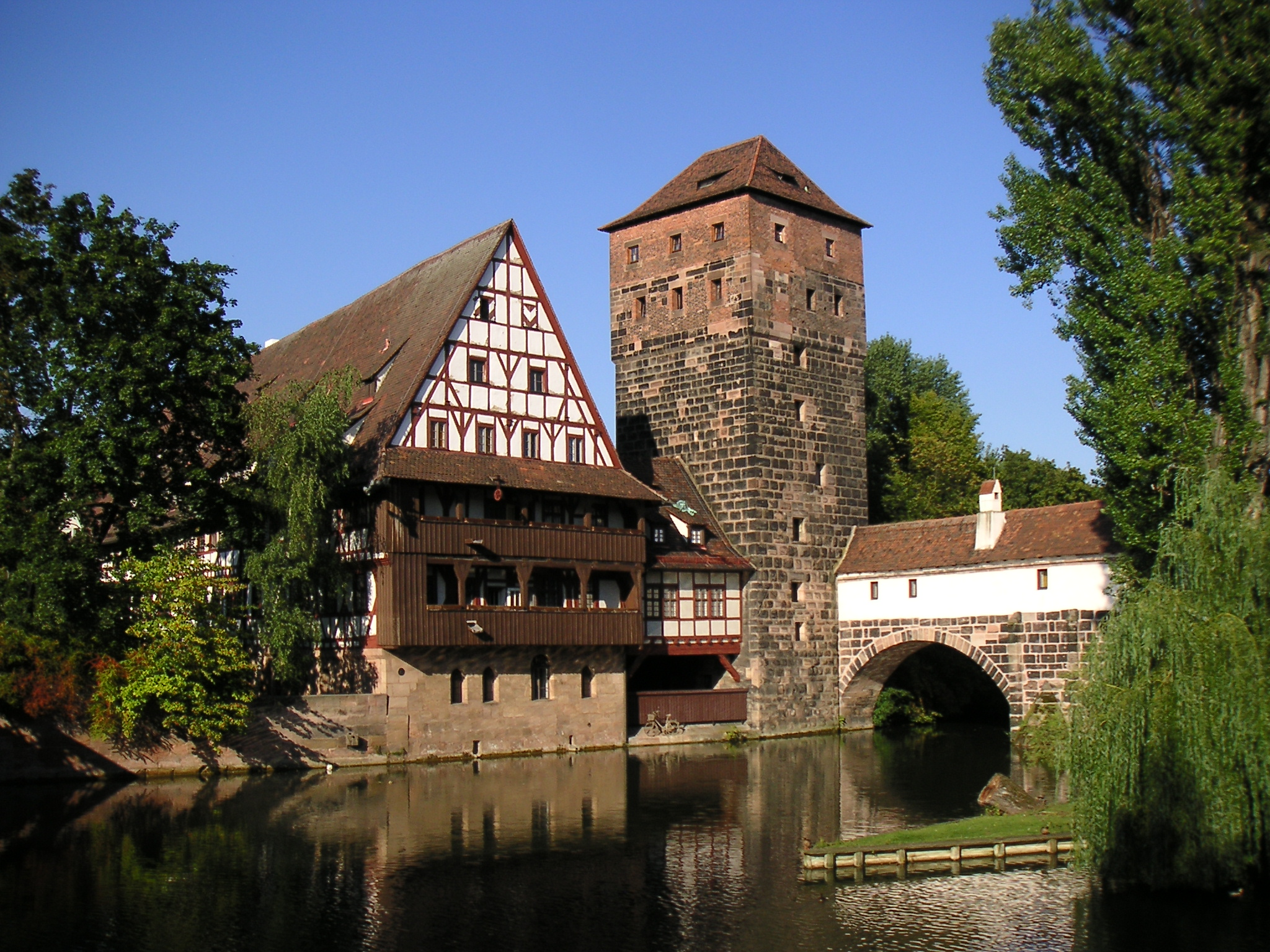
Weinstadel an der Pegnitz in Nürnberg
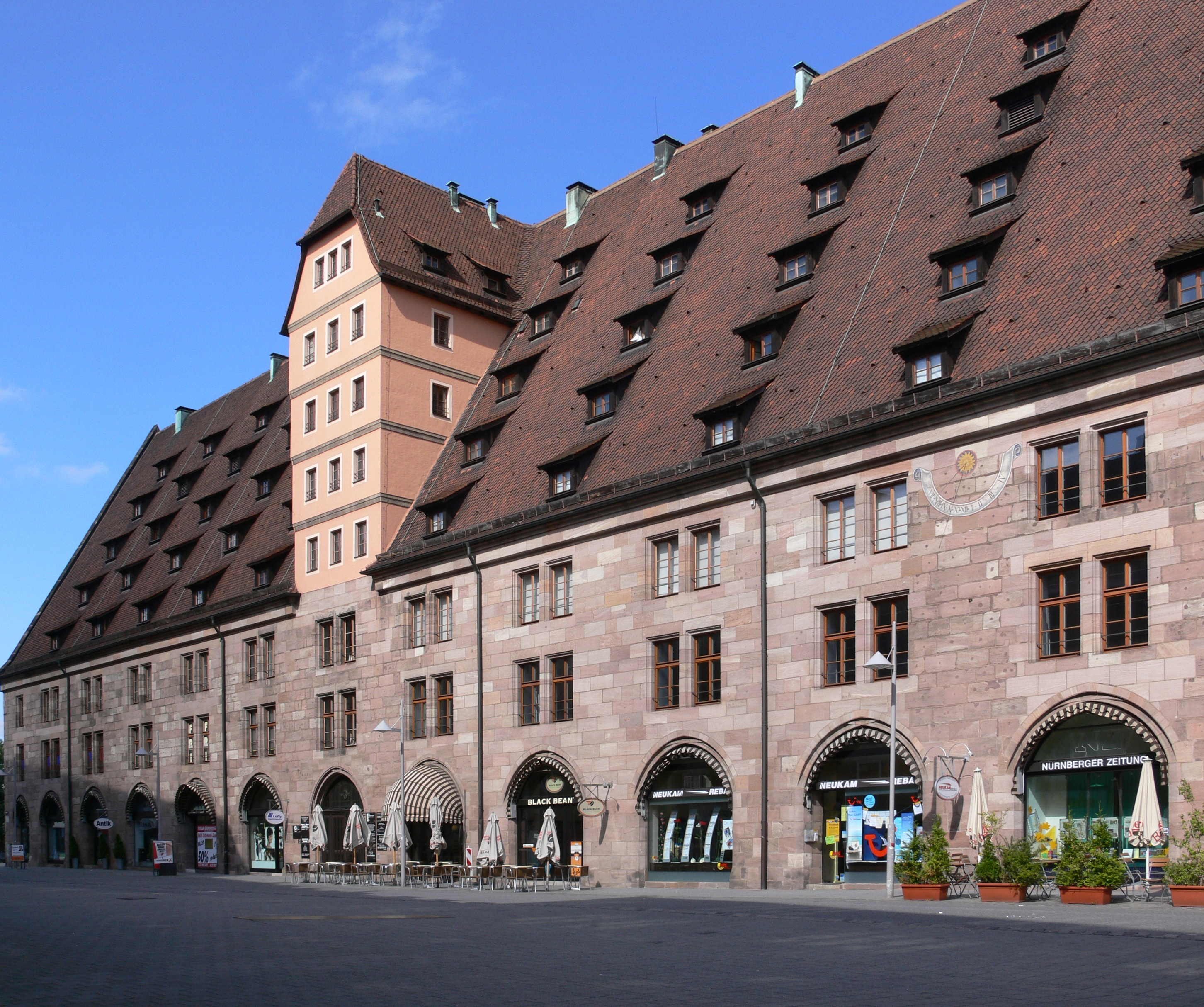
Mauthalle in Nürnberg
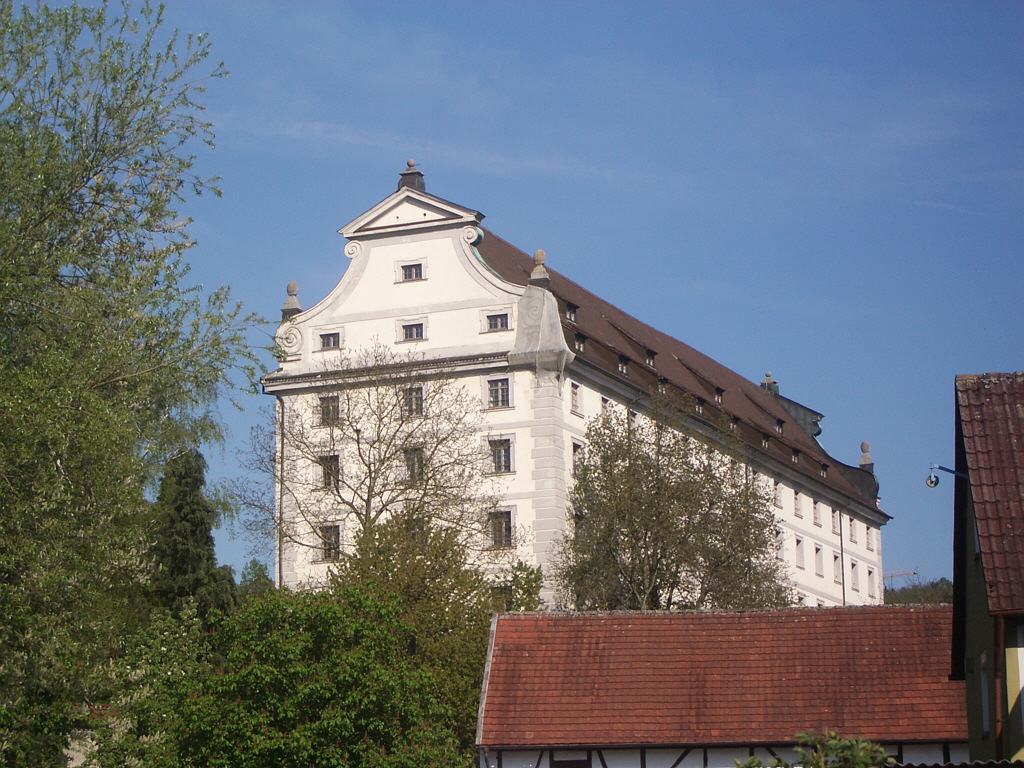
Klosterfruchtkasten in Weingarten
Speicher in Regensburg
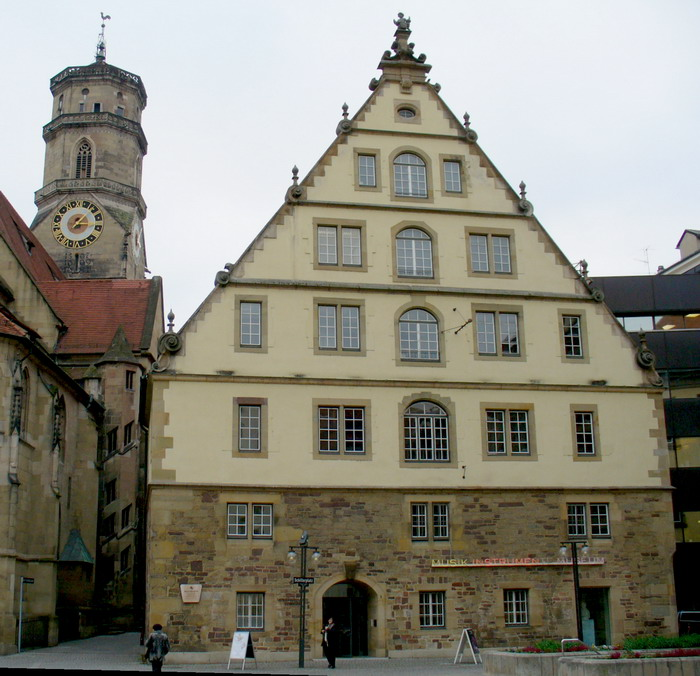
Fruchtkasten in Stuttgart
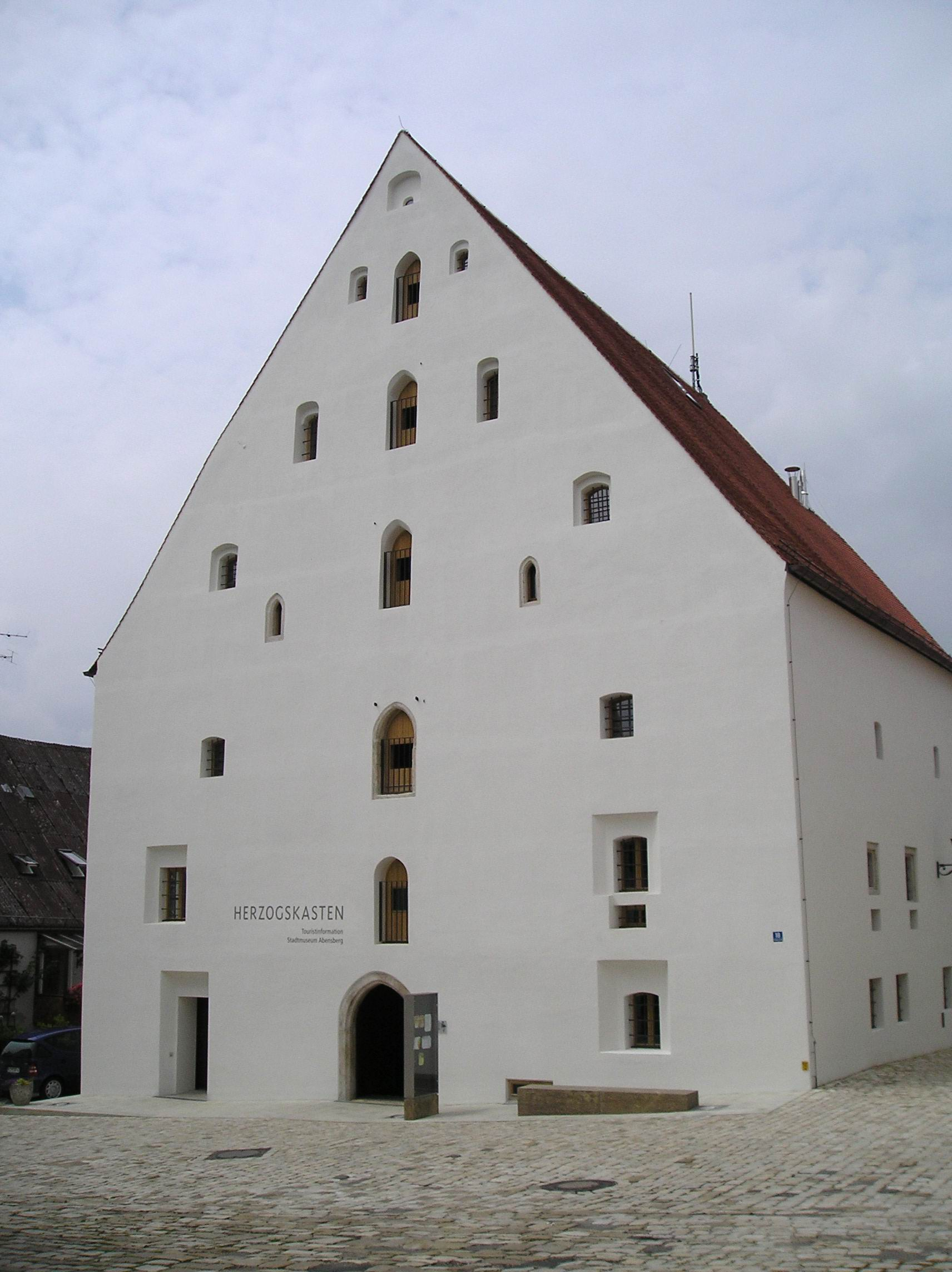
Herzogskasten in Abensberg

### Dänemark

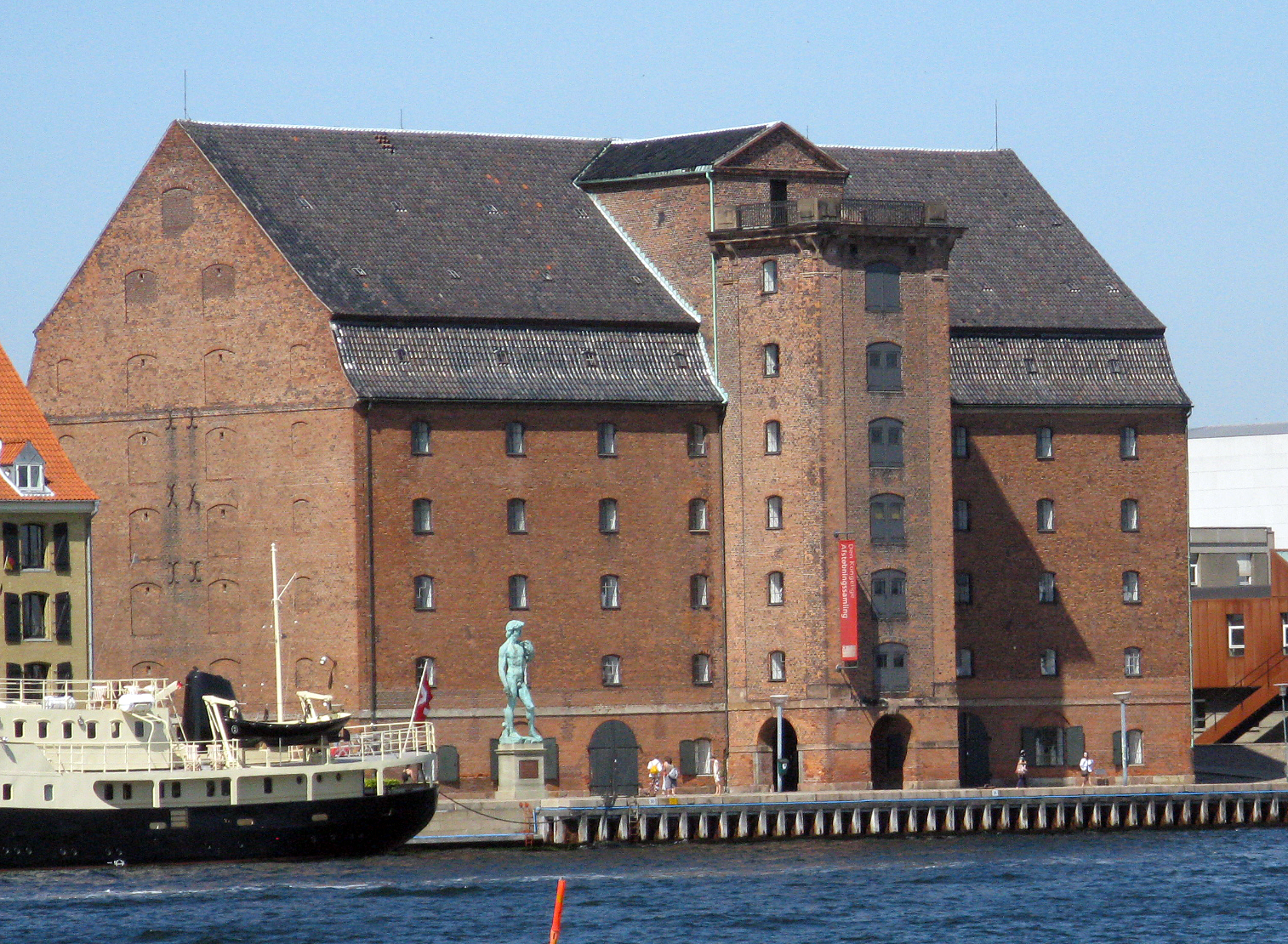
Kopenhagen, Dänemark – Det Vestindiske Pakhus

### England

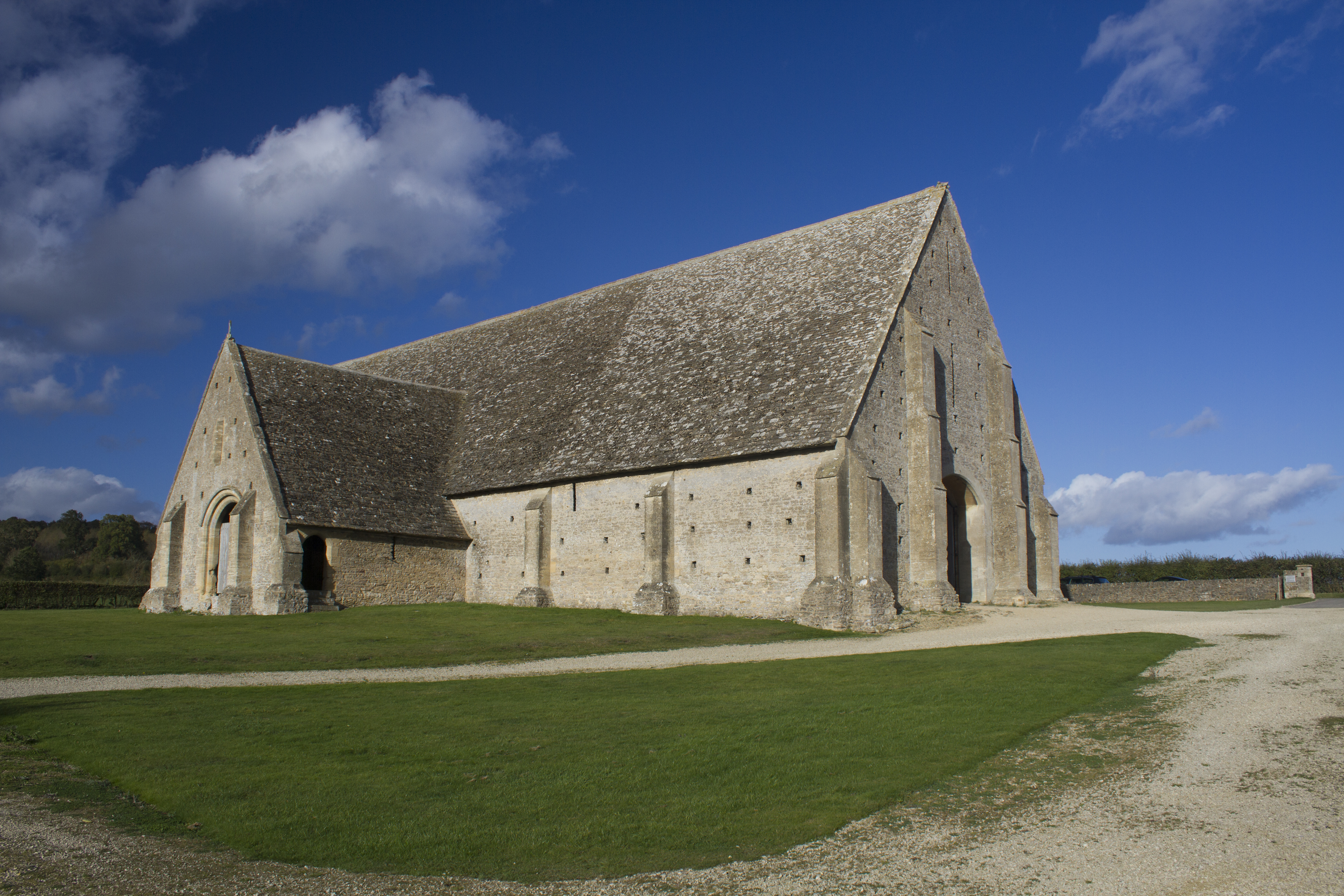
Great Coxwell Barn
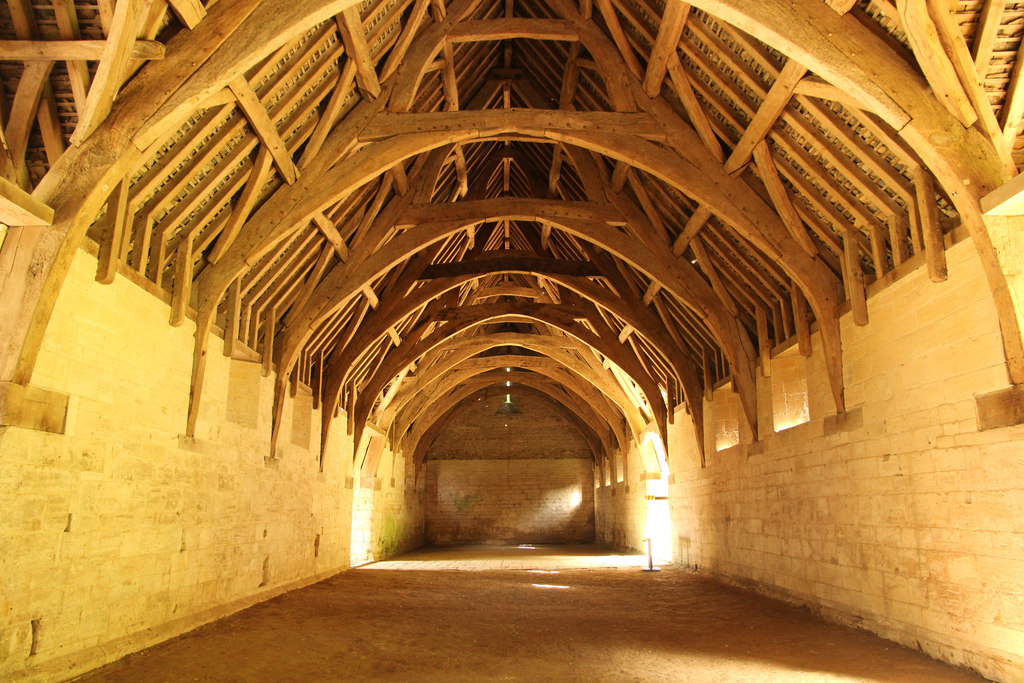
Zehntscheune (Bradford-on-Avon)
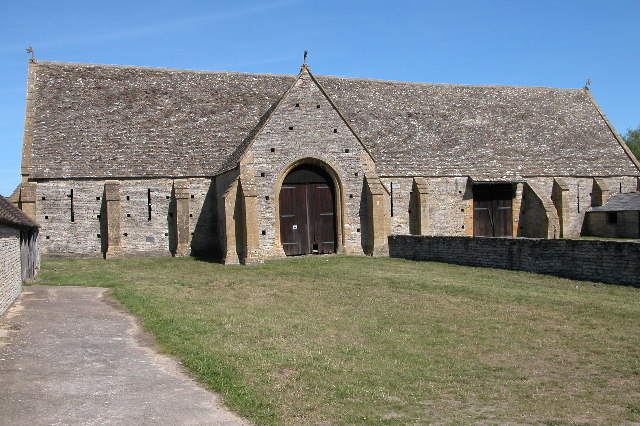
North and Middle Littleton

### Frankreich

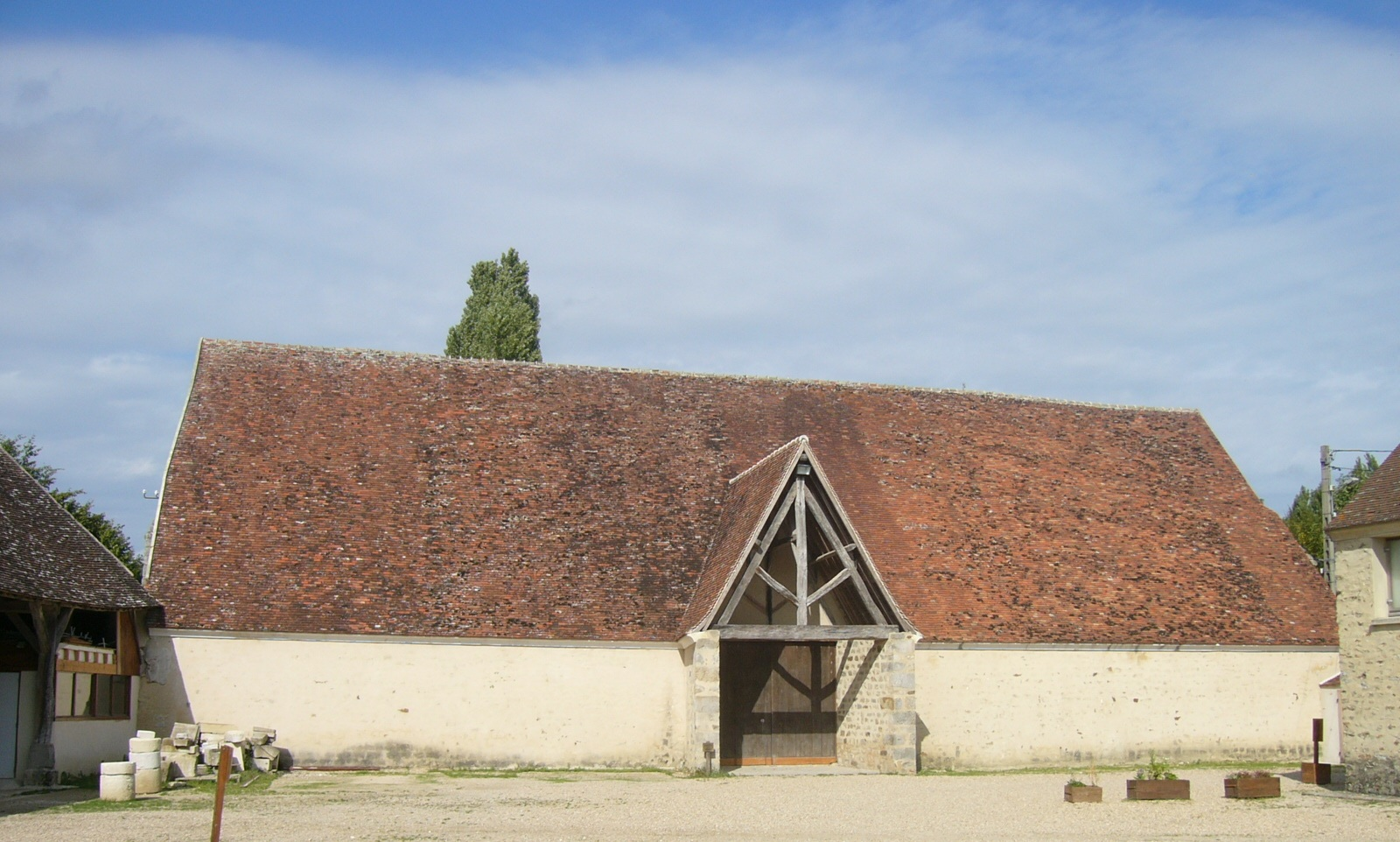
Grange aux dîmes (Coulommiers)
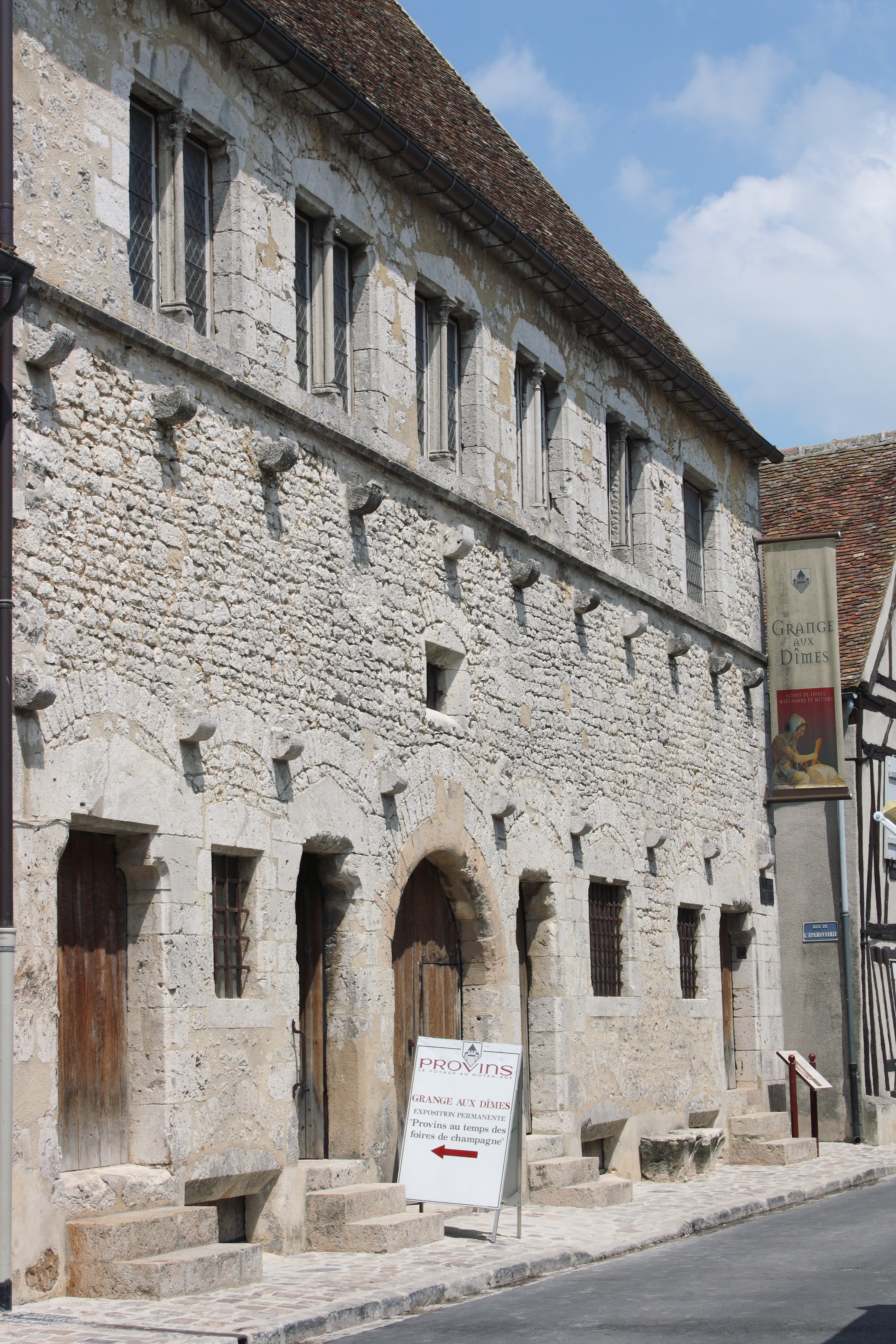
Grange aux dîmes (Provins)
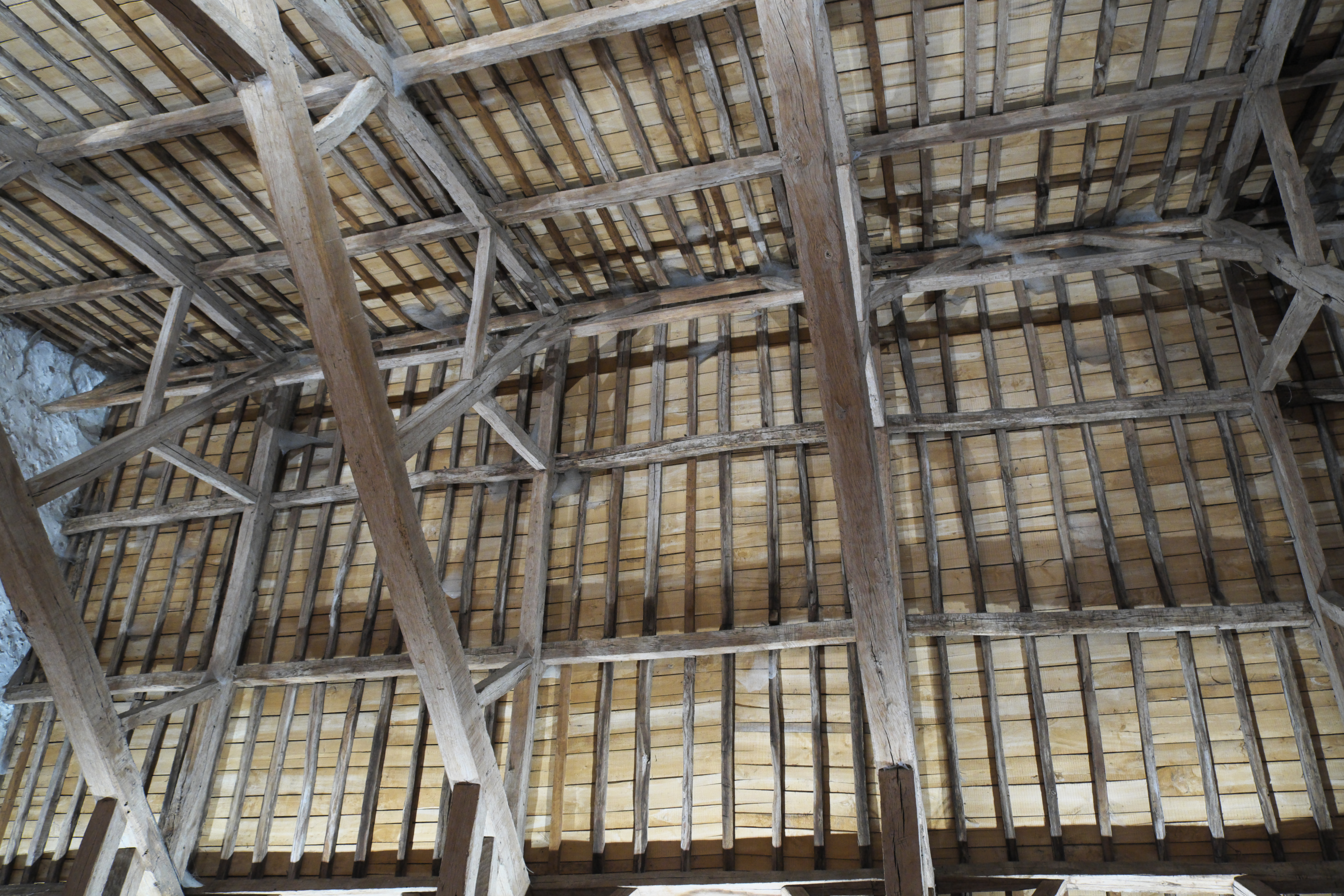
Grange aux dîmes (Samoreau)

### Libyen

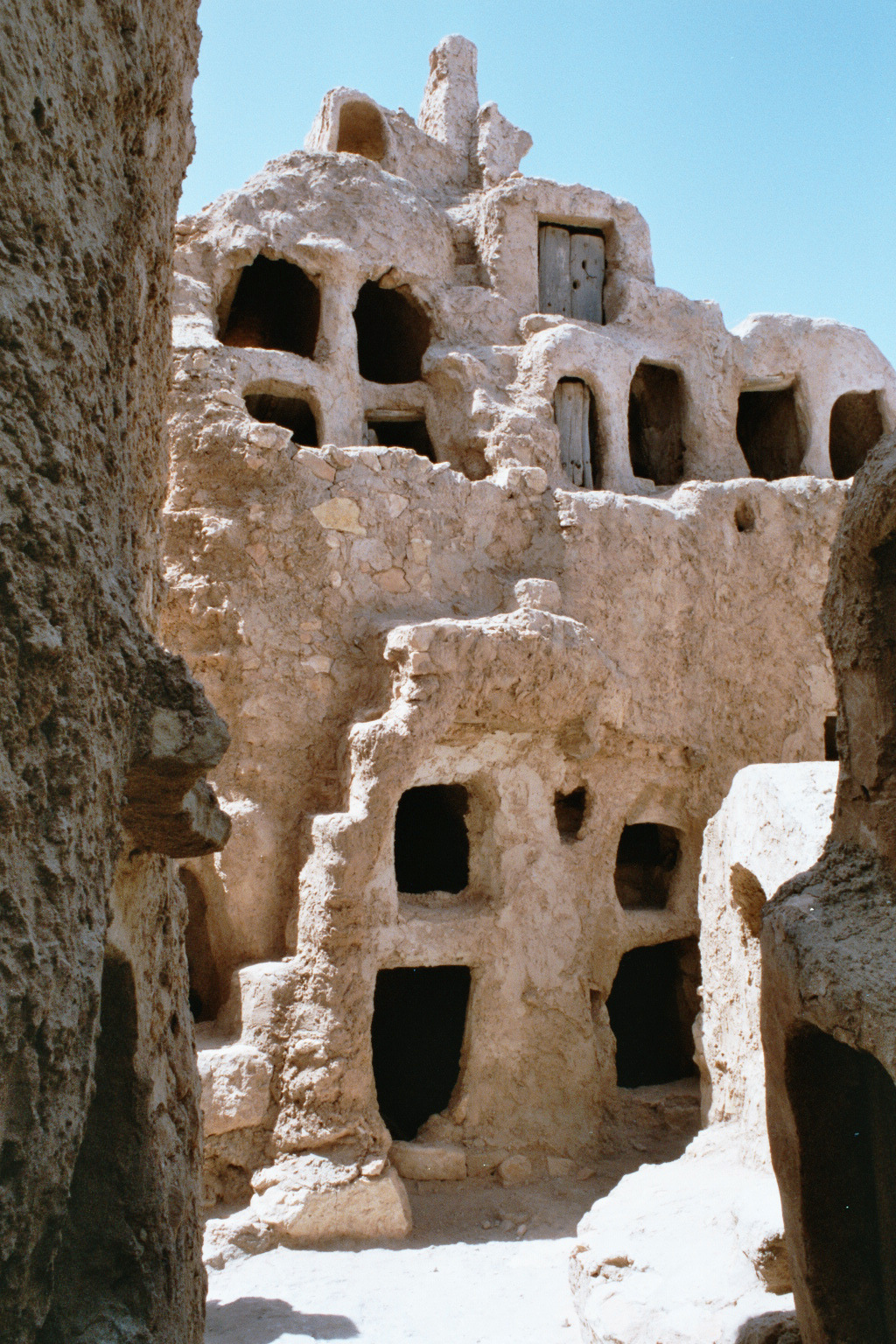
Ksar von Nalut
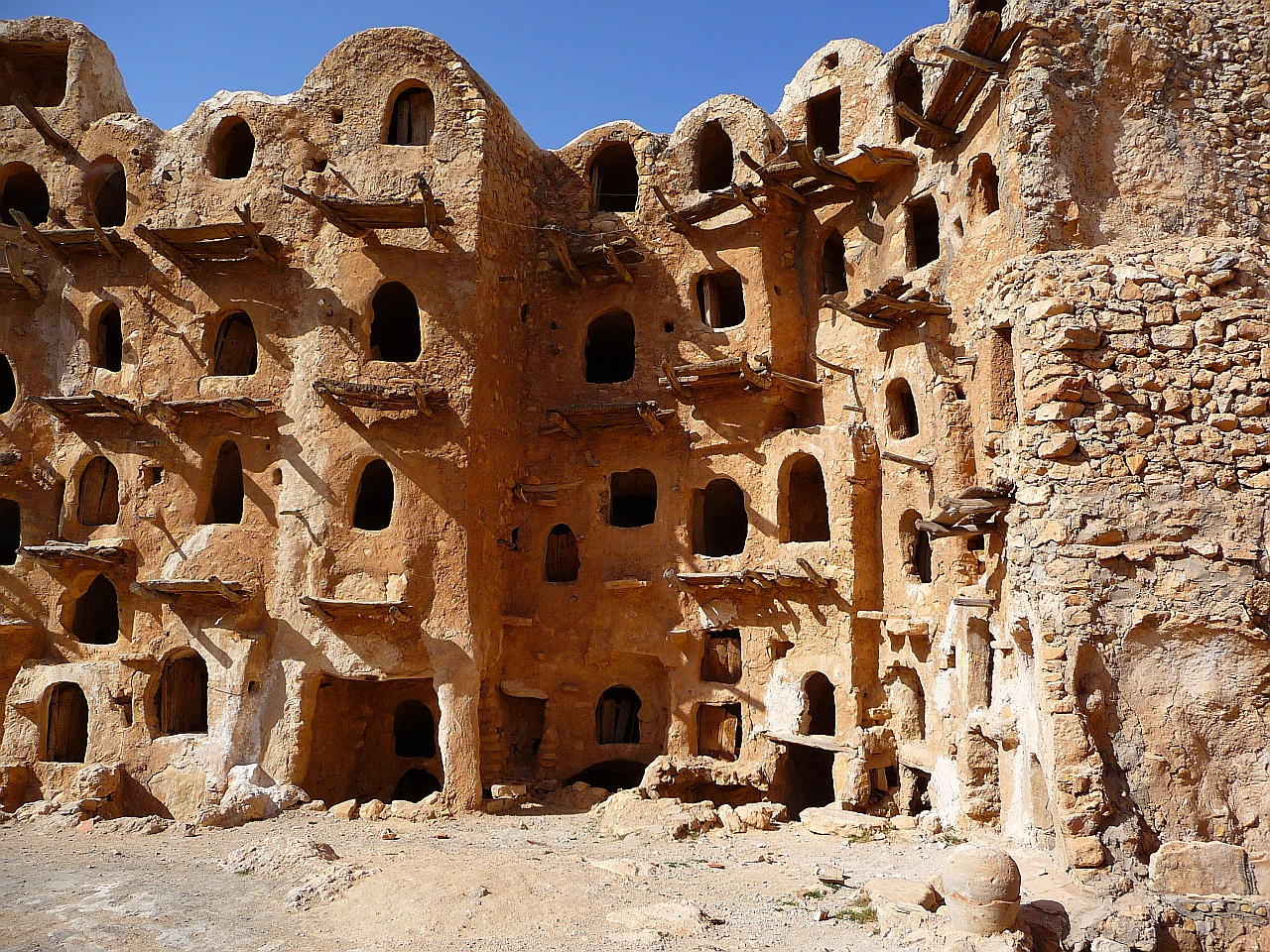
Ksar von Kabaw
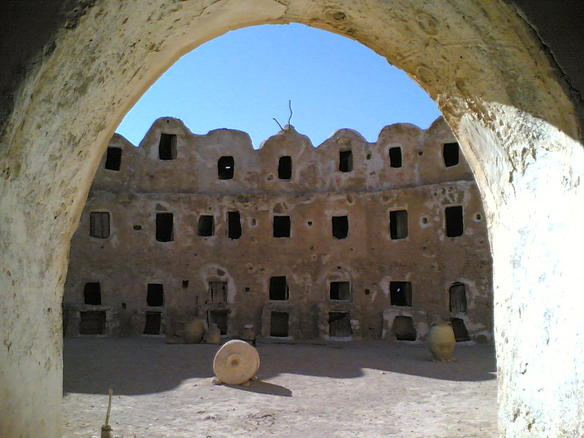
Qasr el-Hadj

### Niederlande

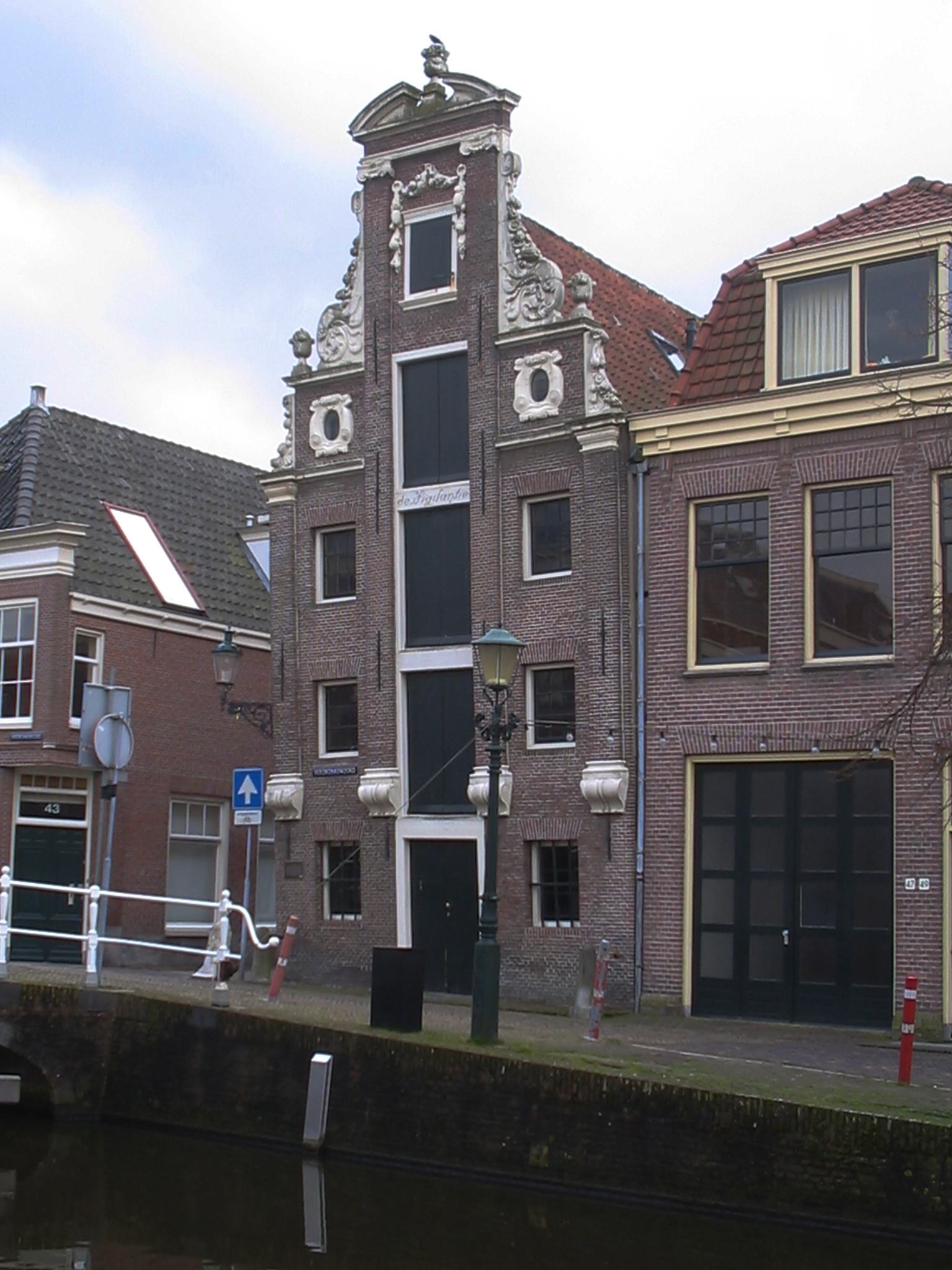
Alkmaar, Niederlande – De Vigilantie

### Marokko

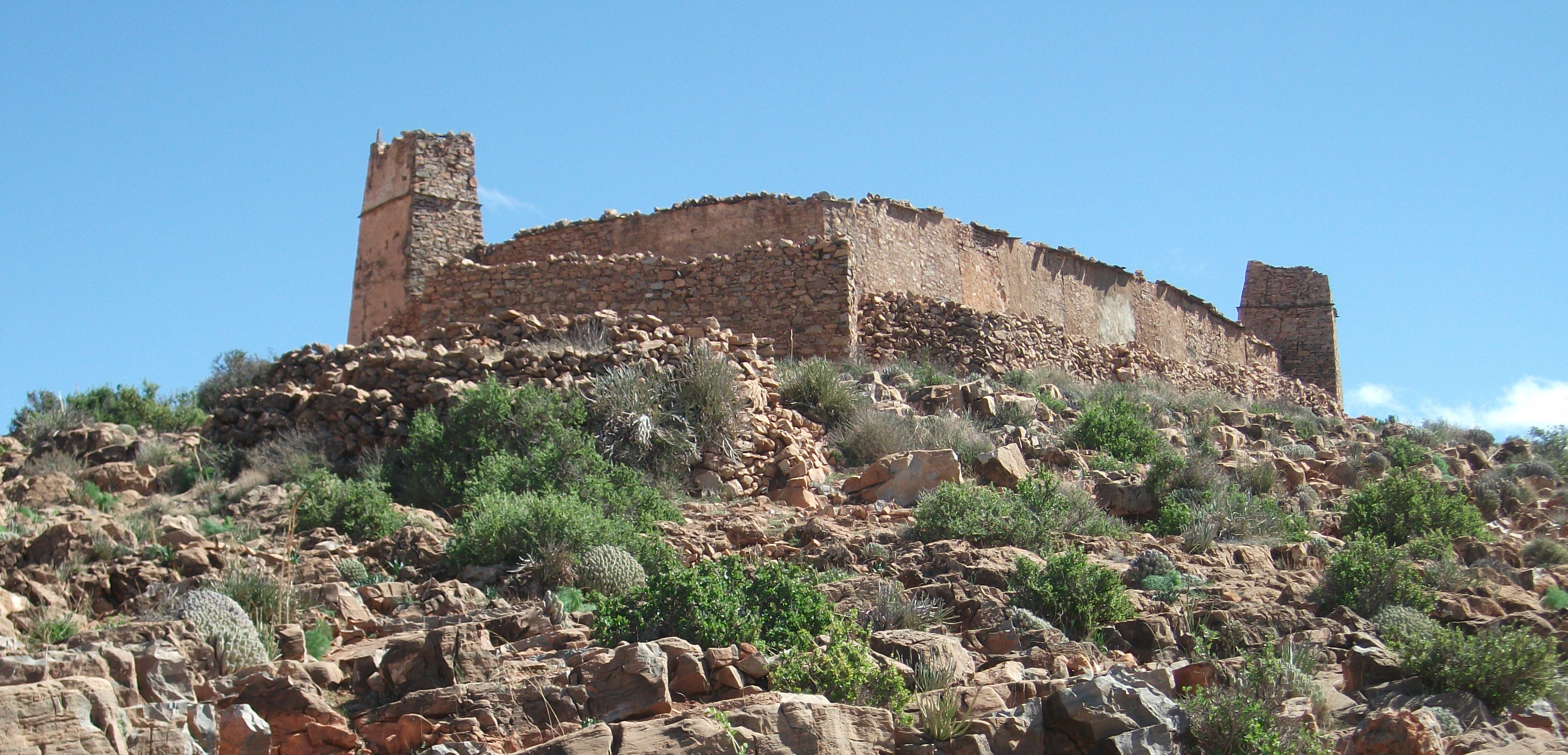
Agadir Guimst
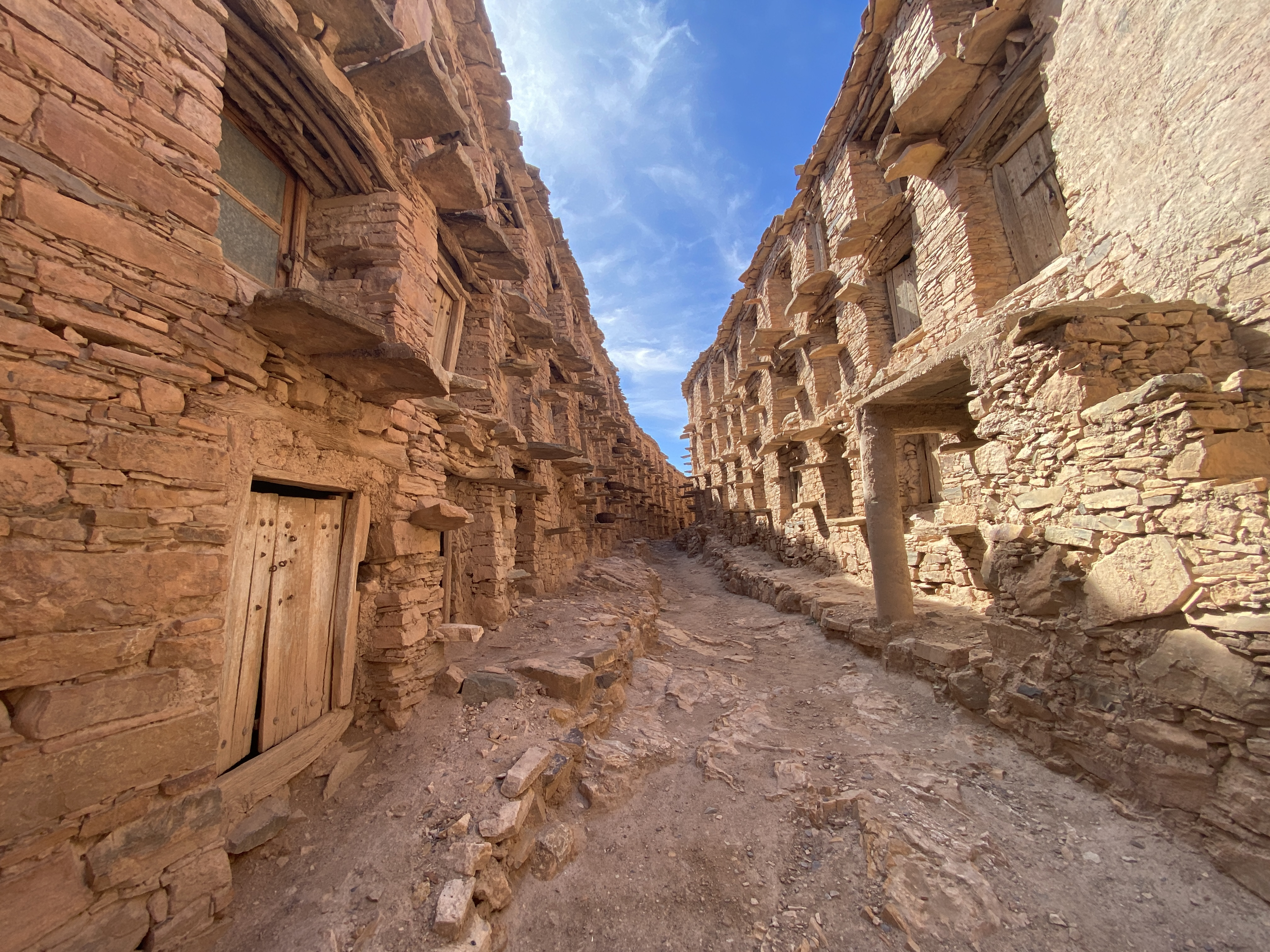
Agadir Inoumar
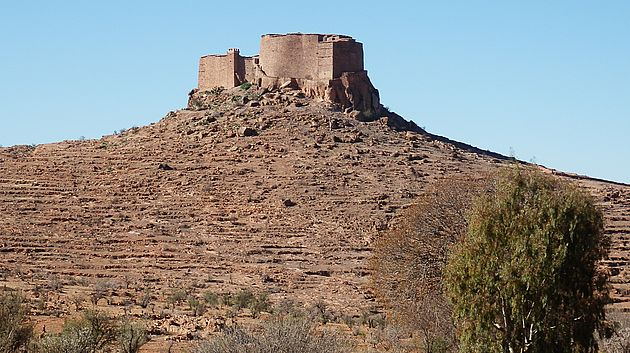
Agadir Tasguent
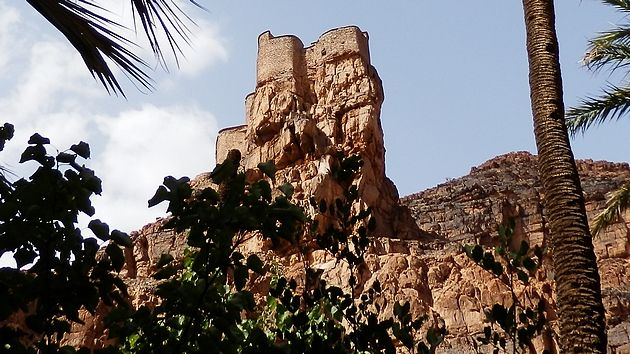
Agadir bei Amtoudi

### Mexiko

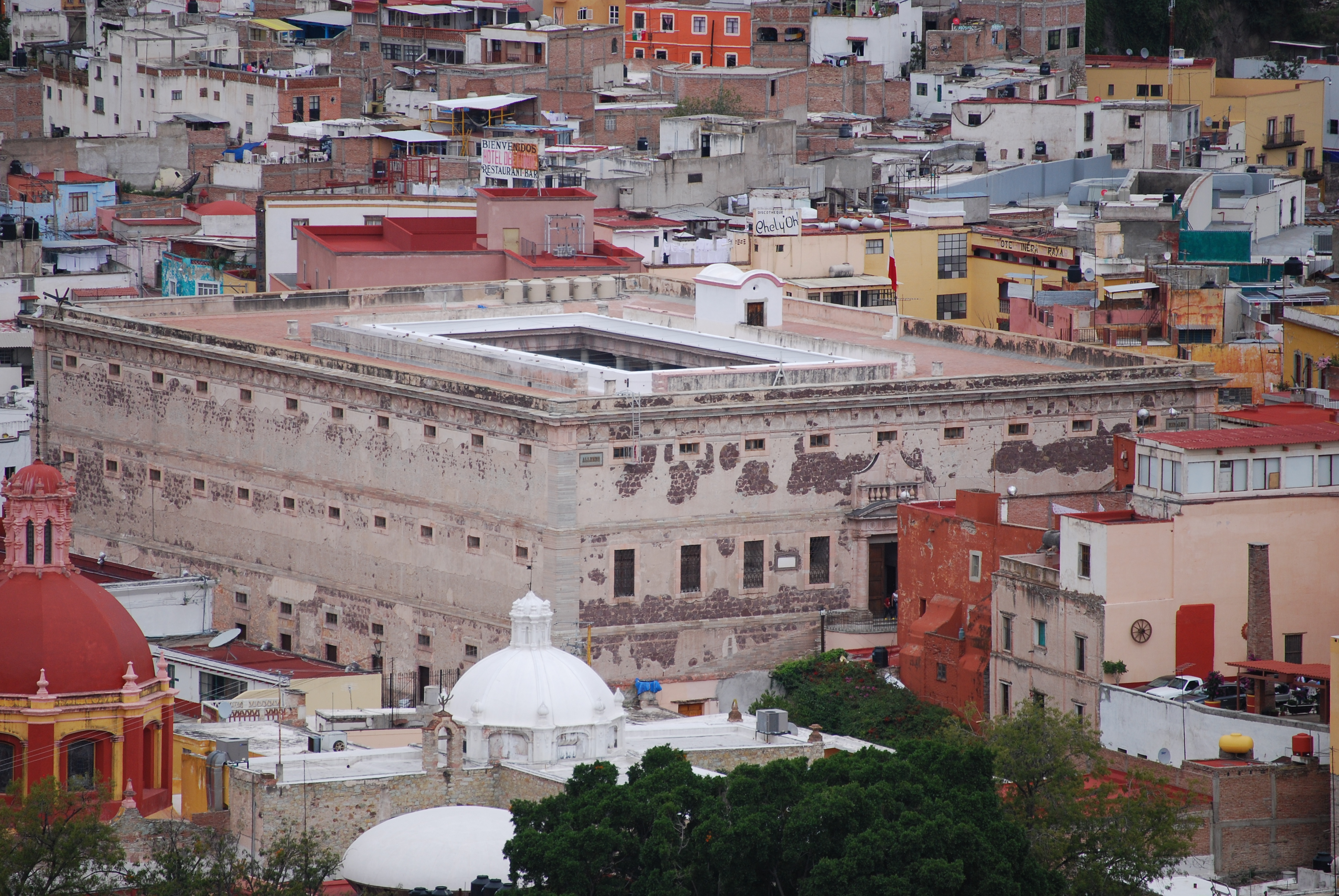
Guanajuato, Mexiko – Alhóndiga de Granaditas

### Spanien

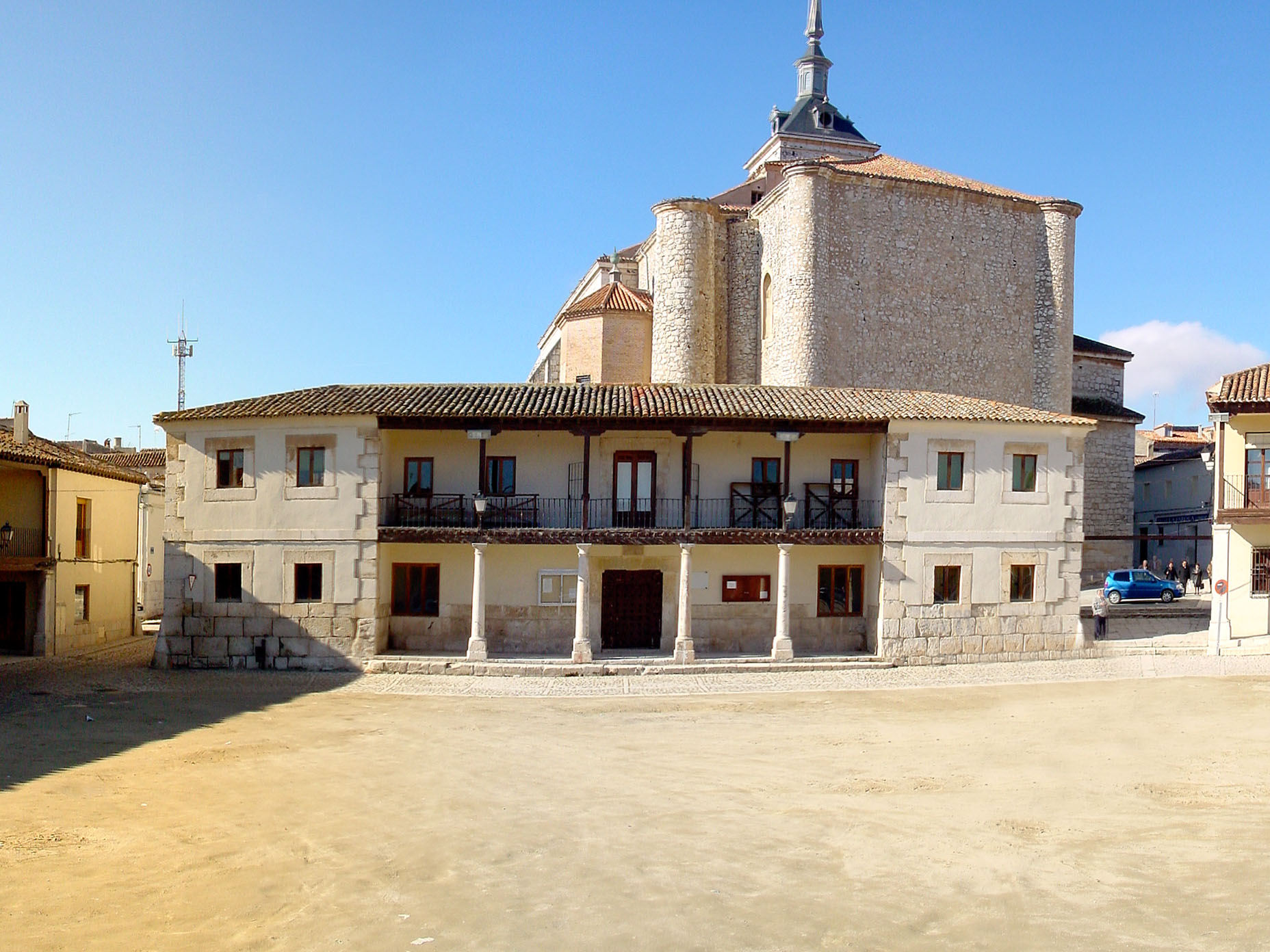
Colmenar de Oreja, Spanien – Lagerhaus (pósito) hinter der Kirche
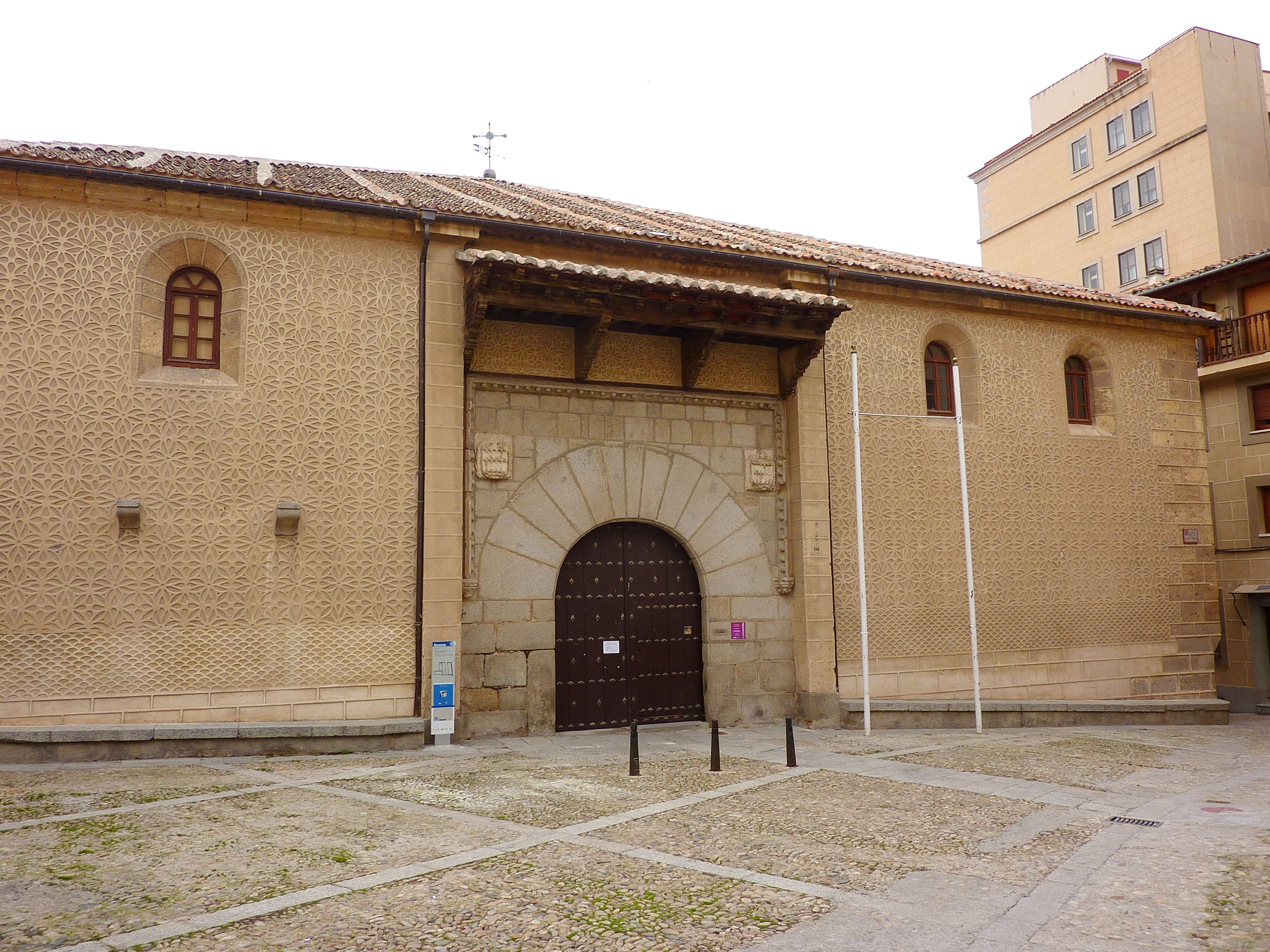
Segovia, Spanien – Alhondiga
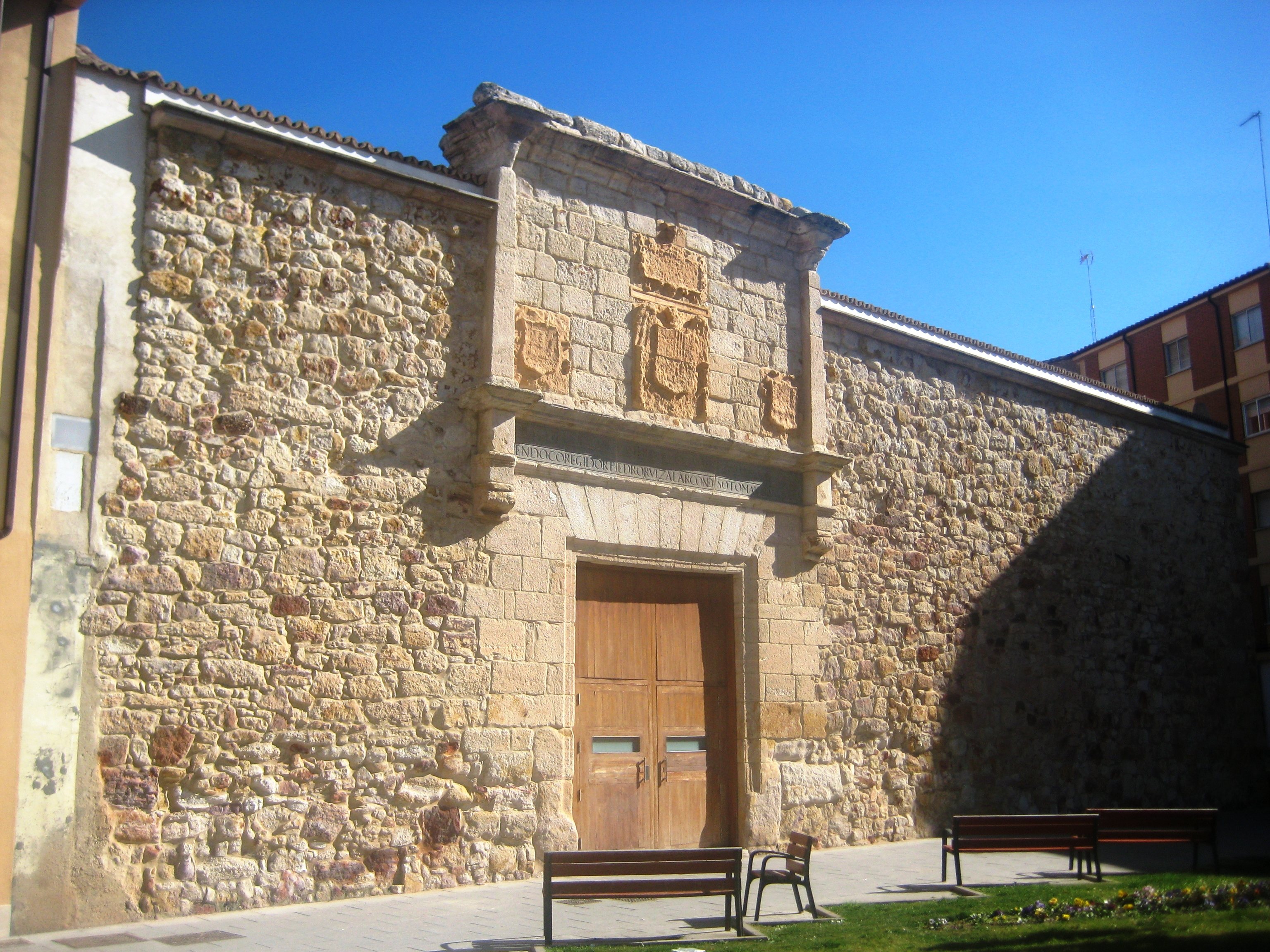
Zamora, Spanien – Alhondiga del Pan

### Tunesien

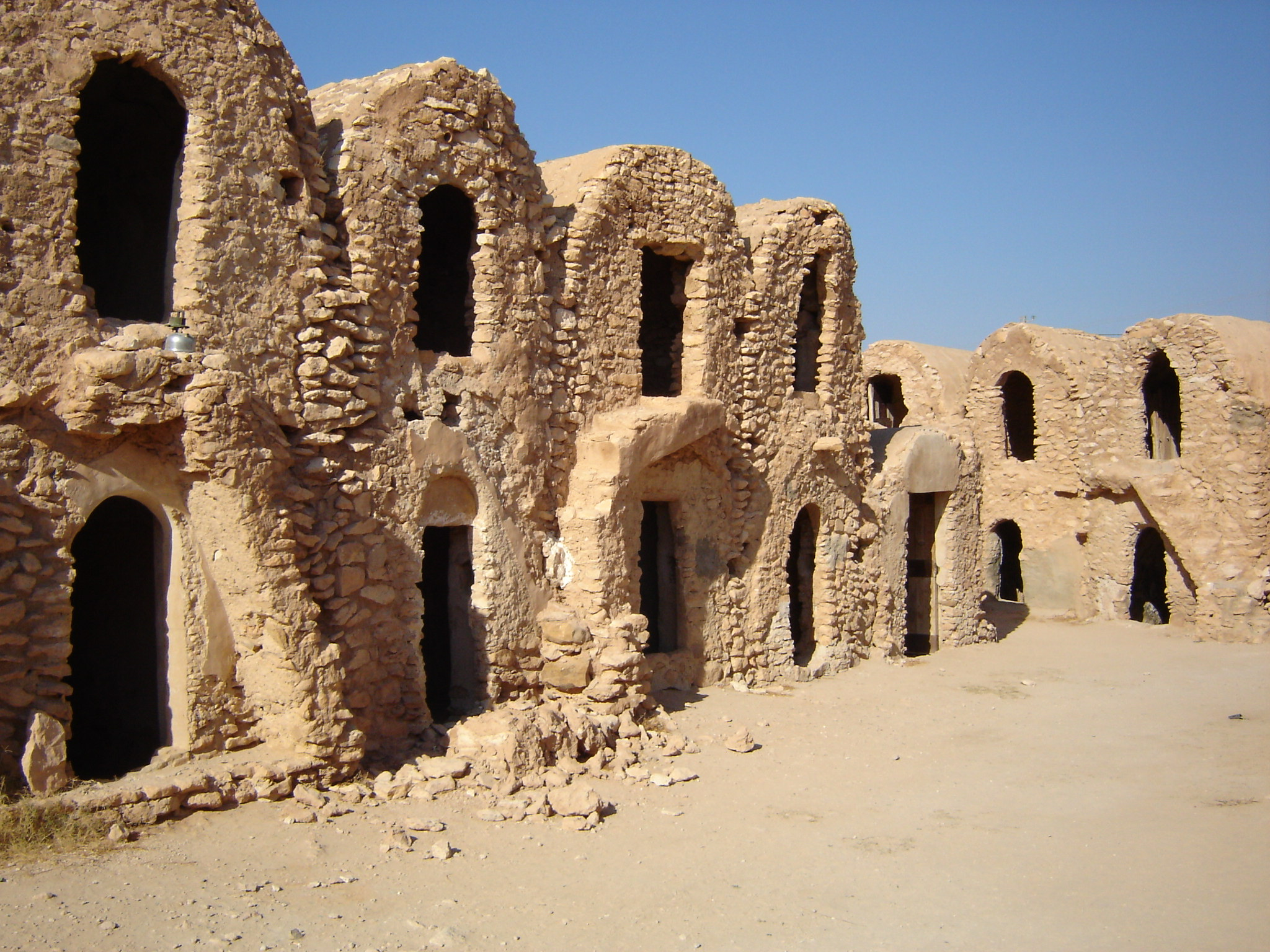
Ksar Haddada
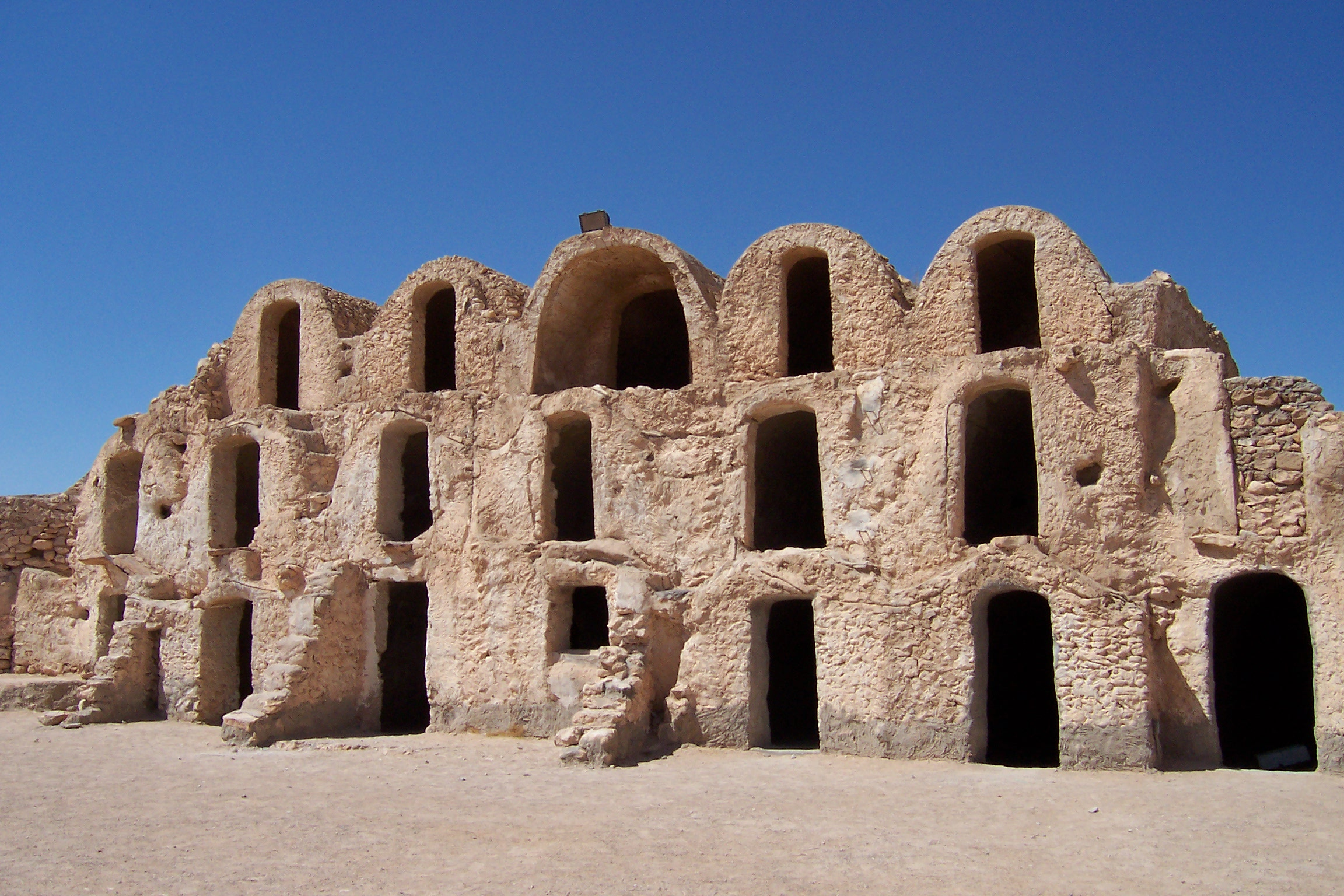
Ksar Ouled Abdallah in Metameur
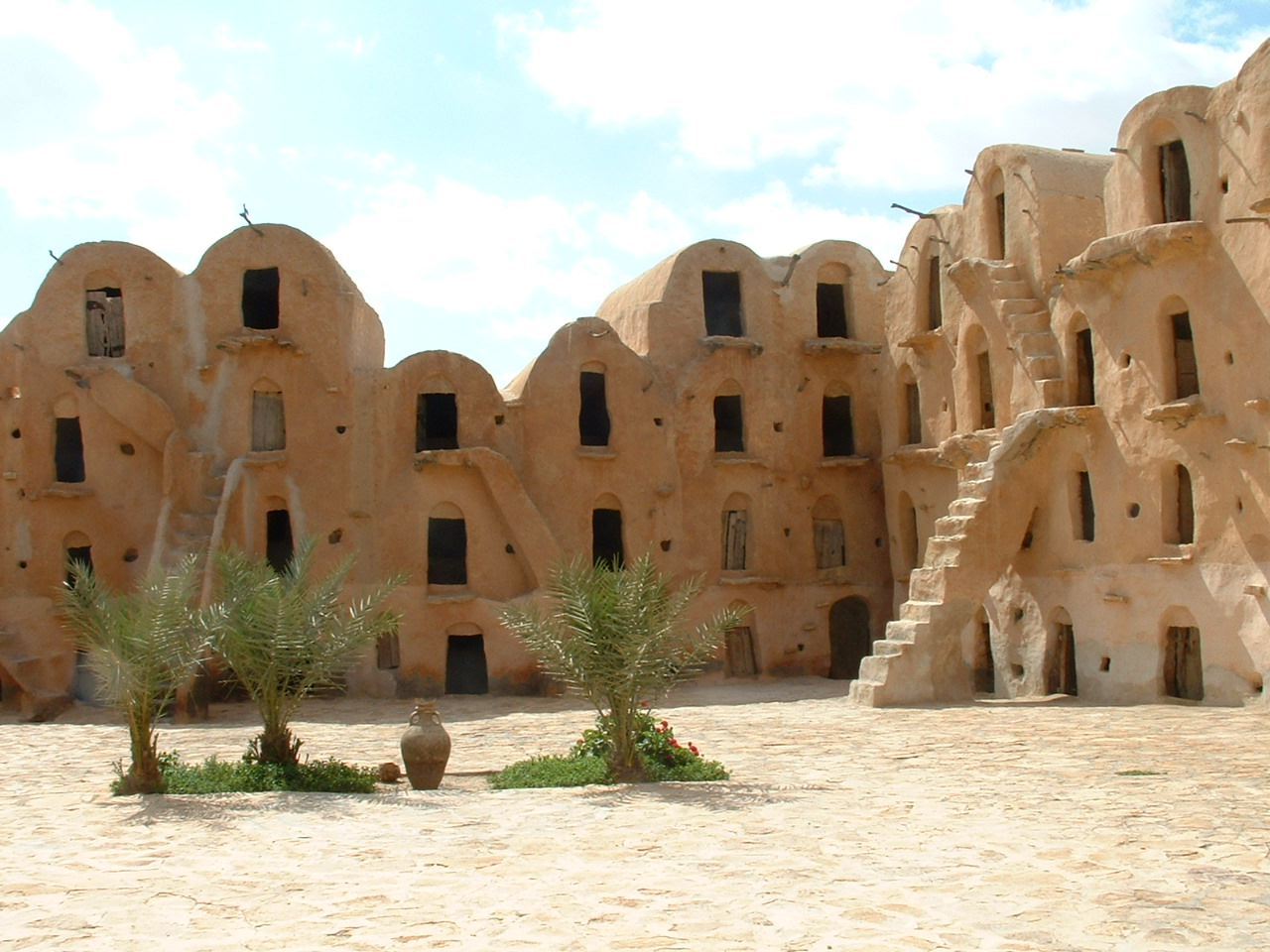
Ksar Ouled Soltane